# Liste der Biografien/Thu
Liste der Biografien |
Portal Biografien |
Personensuche
# |
A |
B |
C |
D |
E |
F |
G |
H |
I |
J |
K |
L |
M |
N |
O |
P |
Q |
R |
S |
T |
U |
V |
W |
X |
Y |
Z |
?
 
Ta |
Tc |
Te |
Tf |
Tg |
Th |
Ti |
Tj |
Tk |
Tl |
Tm |
To |
Tq |
Tr |
Ts |
Tu |
Tv |
Tw |
Tx |
Ty |
Tz
 
Tha |
The |
Thi |
Thj |
Thn |
Tho |
Thr |
Thu |
Thw |
Thy
Die Liste der Biografien führt alle Personen auf, die in der deutschsprachigen Wikipedia einen Artikel haben. Dieses ist eine Teilliste mit 624 Einträgen von Personen, deren Namen mit den Buchstaben „Thu“ beginnt.

## Thu

### Thua
- Thuận Yến (1932–2014), vietnamesischer Offizier und Komponist
- Thuar, Daniela (* 1967), deutsche Synchronsprecherin
- Thuar, Hans (1887–1945), deutscher Maler des Rheinischen Expressionismus
- Thuasne, Louis (1854–1940), französischer Romanist, Mediävist und Renaissanceforscher
- Thuau, Alfred (1923–1995), französischer Fußballspieler
- Thuau, Victor (1880–1964), französischer Bahnradsportler
- Thuaux, Phillip (* 1979), australischer Radrennfahrer

### Thub
- Thubé, Amédée (1884–1941), französischer Segler
- Thube, Christian Gottlob (1742–1826), deutscher evangelischer Theologe und Mystiker
- Thubé, Gaston (1876–1974), französischer Segler
- Thubé, Jacques (1882–1969), französischer Segler
- Thubron, Colin (* 1939), britischer Schriftsteller
- Thubron, Émile (1861–1927), britischer Motorbootfahrer
- Thubten Chökyi Nyima (1883–1937), tibetischer Buddhist, erhielt als Sechster den Titel Panchen Lama und gilt als neunter Panchen Lama der Gelug-Tradition des tibetischen Buddhismus
- Thubten Gyatsho (1876–1933), 13. Dalai LamaThubten Gyatsho (1876–1933)

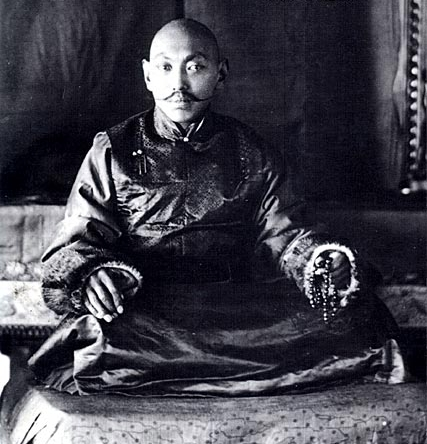
Thubten Gyatsho (1876–1933)

- Thubten Jigme Norbu (1922–2008), tibetischer Lama, ältester Bruder des vierzehnten Dalai Lama, Tenzin Gyatso
- Thubten Lungrig (* 1957), tibetanischer Politiker, Kalön (Minister) der tibetischen Exilregierung
- Thubten Lungtog Tendzin Thrinle (1903–1983), tibetischer Senior-Tutor des 14. Dalai Lama Tenzin Gyatso und der 97. Ganden Tripa
- Thubten Ngödrub (* 1957), tibetisches Staatsorakel
- Thubten Nyima Lungtog Tendzin Norbu (1928–2022), tibetischer Buddhist, 102. Ganden Thripa
- Thubten Zopa (1946–2023), nepalesischer Lama des tibetischen Buddhismus aus dem Solo Khumbu

### Thud
- Thudichum, Friedrich von (1831–1913), deutscher Rechtsgelehrter; Rektor in Tübingen
- Thudichum, Georg (1794–1873), deutscher evangelischer Theologe und Altphilologe
- Thudichum, Karl (1833–1914), deutscher Pädagoge
- Thudichum, Ludwig (1798–1863), Pfarrer und Landtagsabgeordneter Großherzogtum Hessen
- Thudichum, Ludwig (1829–1901), Begründer der Gehirnchemie
- Thudichum, Marina (1906–1990), deutsche Schriftstellerin

### Thue
- Thue, Axel (1863–1922), norwegischer Mathematiker
- Thue, Jeffrey (* 1969), kanadischer Ringer
- Thuesen, Jacob (* 1962), dänischer Filmeditor und Filmregisseur
- Thuesen, Martin (* 1979), dänischer Basketballspieler
- Thuet, Hervé (* 1971), französischer Bahnradsportler

### Thug
- Thug, Young (* 1991), US-amerikanischer RapperYoung Thug (* 1991)

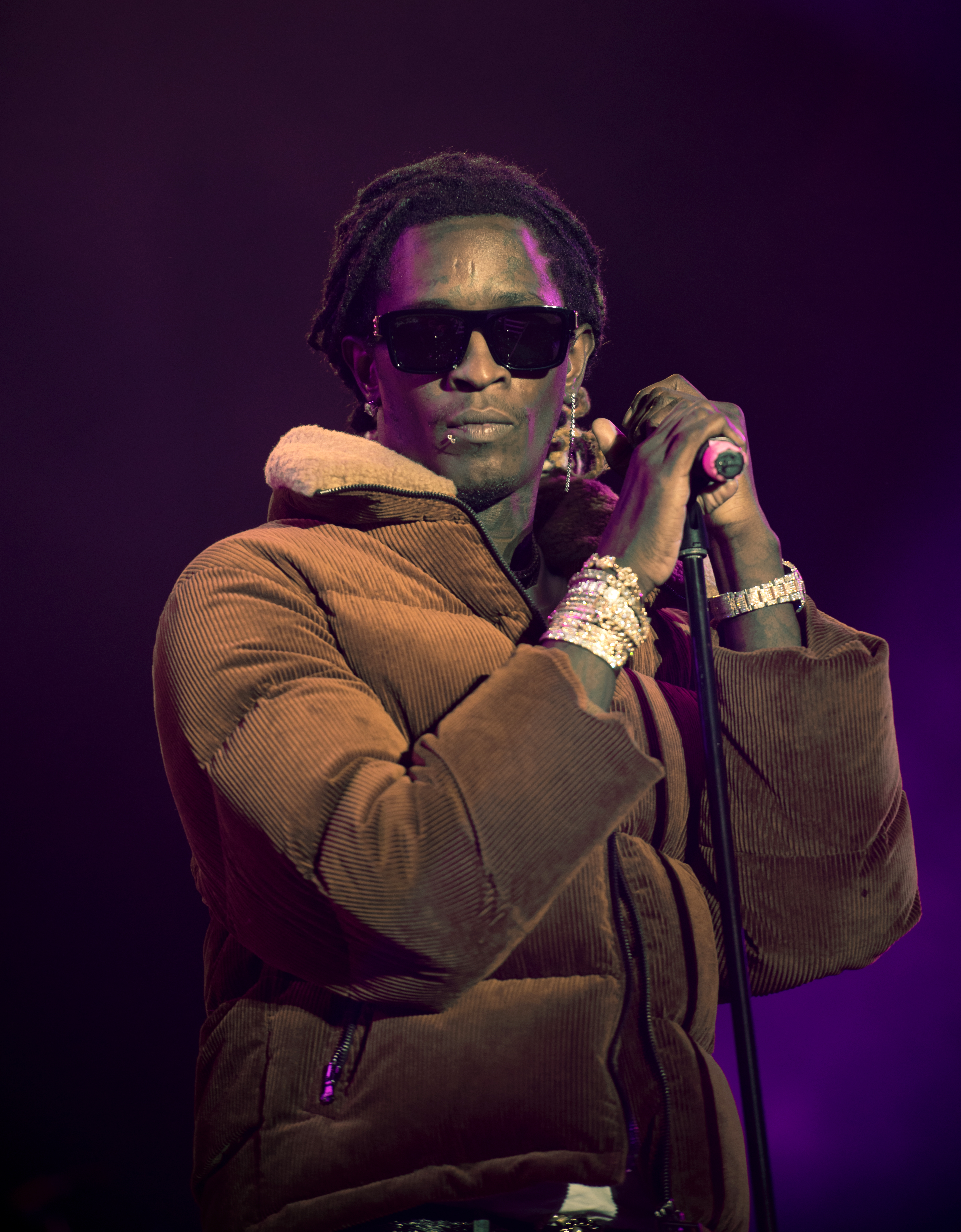
Young Thug (* 1991)

- Thugenides, antiker Komödiendichter
- Thugut, Johann Amadeus Franz von (1736–1818), österreichischer Staatsmann und Minister des Auswärtigen
- Thugwane, Josia (* 1971), südafrikanischer Marathonläufer

### Thui
- Thuille, Johann (* 1590), Gelehrter, Dichter, Mediziner und Mathematiker
- Thuille, Ludwig (1861–1907), österreichischer Komponist, Hochschullehrer
- Thuillerie, La (1650–1688), französischer Schauspieler
- Thuillier, François (* 1967), französischer Tubist und Saxhornspieler
- Thuillier, Henry Fleetwood (1868–1953), britischer Generalmajor, Director of Gas Services im Ersten Weltkrieg
- Thuillier, Jacques (1928–2011), französischer Kunsthistoriker
- Thuillier, Pierre (1932–1998), französischer Wissenschaftshistoriker
- Thuillier, Pierre Jean Louis Victor (1765–1794), französischer Revolutionär und Politiker
- Thuillier-Landry, Lasthénie (1879–1962), französische Ärztin

### Thuk
- Thuken Lobsang Chökyi Nyima (1737–1802), tibetischer Historiker und Geistlicher
- Thuku, Harry (1895–1970), kenianischer Politiker
- Thukydides, Schüler des Sokrates
- Thukydides, athenischer Politiker und Feldherr
- Thukydides, griechischer HistorikerThukydides

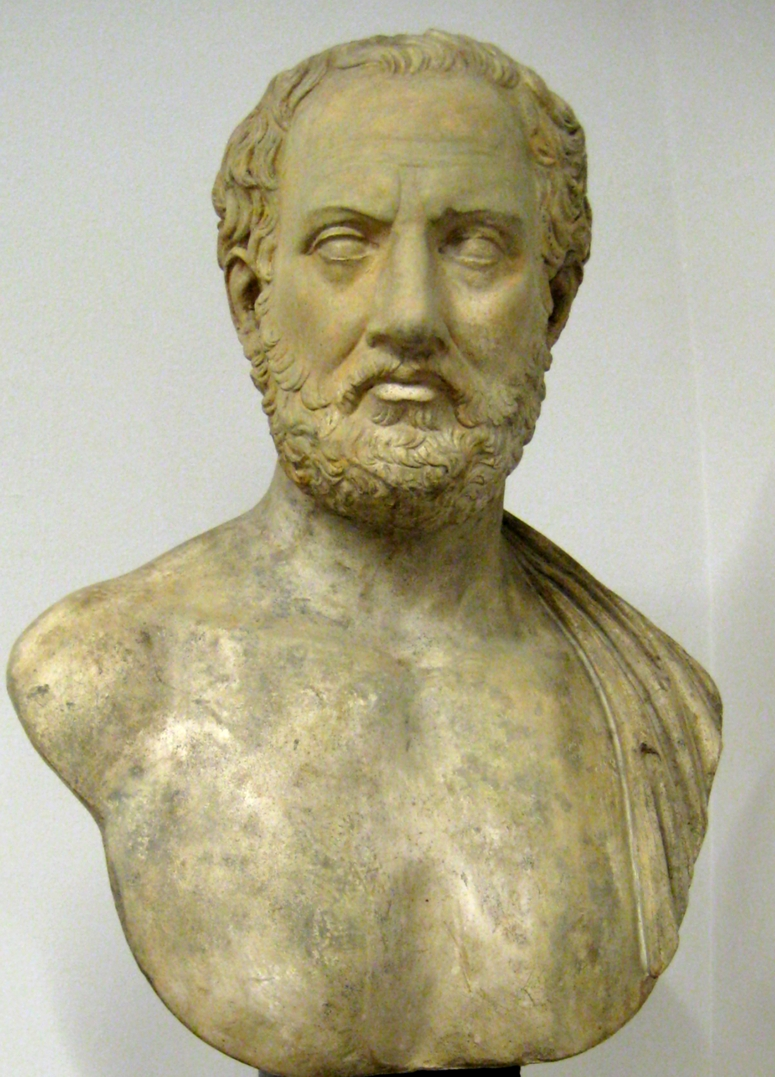
Thukydides

### Thul
- Thul, Hans Peter (* 1948), deutscher Politiker (CDU), MdL, MdB
- Thül, Heinz Peter (* 1963), deutscher Golfer
- Thul, Sebastian (* 1980), deutscher Sozialarbeiter und Politiker (SPD), MdL
- Thulasi, P. C. (* 1991), indische Badmintonspielerin
- Thulden, Theodoor van (1606–1669), flämischer Kupferstecher und Maler des Barock
- Thulemeyer, Conrad (1625–1683), deutscher Mediziner
- Thulemeyer, Friedrich Wilhelm von (1735–1811), preußischer Diplomat und Justizminister
- Thülemeyer, Heinrich Günther von († 1714), deutscher Jurist, Historiker und Universalgelehrter
- Thulemeyer, Wilhelm Heinrich von (1683–1740), königlich preußischer Justizminister, preußischer Staats- und Kriegsminister (ab 1731)
- Thuler, Matheus (* 1999), brasilianischer Fußballspieler
- Thüler, Pascal (* 1970), Schweizer Fussballspieler
- Thüler, Silvan (1932–2011), Schweizer Fussballspieler
- Thulesius, Daniel (1889–1967), deutscher Architekt und Hochschullehrer
- Thulesius, Eberhard (1839–1913), deutscher Arzt
- Thulesius, Johann Daniel (1800–1850), deutscher Jurist, Bremerhavener Amtmann, Bremer Obergerichtsanwalt
- Thülig, Fabian (* 1989), deutscher Basketballspieler
- Thulin, Carl Olof (1871–1921), schwedischer Klassischer Philologe und Religionswissenschaftler
- Thulin, Einar (1896–1963), schwedischer Hochspringer
- Thulin, Fredrik (* 1972), schwedischer Freestyle-Skier
- Thulin, Inge (* 1953), schwedisch-amerikanischer Geschäftsmann
- Thulin, Ingrid (1926–2004), schwedische Schauspielerin
- Thulin, Oskar (1898–1971), deutscher evangelischer Theologe, Kunst- und Reformationswissenschaftler
- Thulin, Tobias (* 1995), schwedischer Handballtorwart
- Thulin, Vera (1893–1974), schwedische Schwimmerin
- Thulke, Elke, deutsche Fußballspielerin
- Thulke, Jürgen (* 1938), deutscher Politiker (SPD), MdL
- Thulke, Peter (* 1951), deutscher Zeichner und Cartoonist
- Thull, Hans Rudolf (* 1945), deutscher Künstler mit den Arbeitsbereichen Fotografie, Collage, Objekt und Skulptur
- Thull, Marcel (* 1951), luxemburgischer Radrennfahrer
- Thull, Philipp (* 1987), deutscher Theologe und Kanonist
- Thull, Roger (* 1939), luxemburgischer Radrennfahrer
- Thull, Steve (* 1967), luxemburgischer GeneralSteve Thull (* 1967)

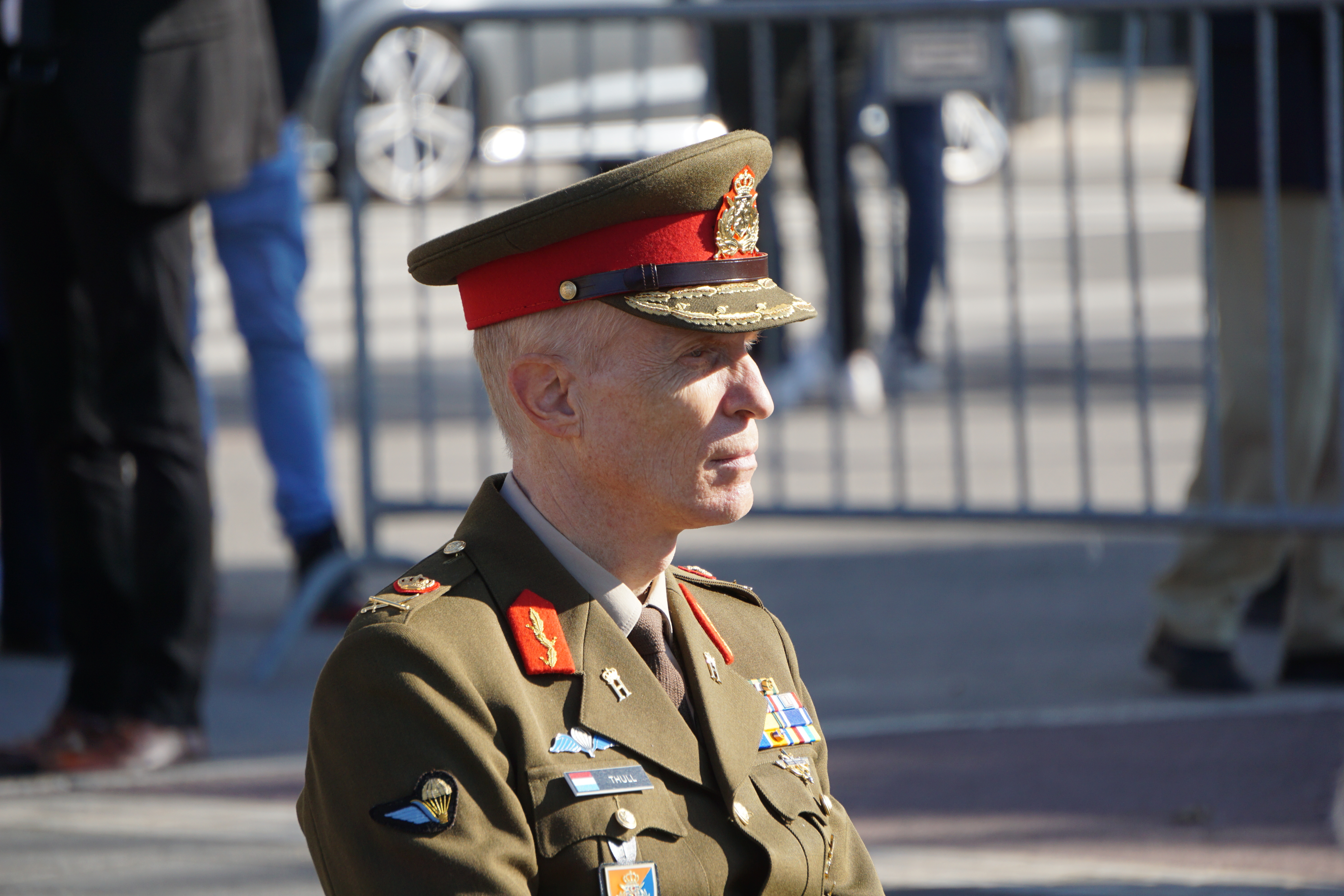
Steve Thull (* 1967)

- Thull-Emden, Claus (* 1979), deutscher Theater- und Fernsehschauspieler
- Thulla (* 1968), dänische Jazz-Sängerin
- Thüllen, Meike, deutsche Kommunalpolitikerin (FDP) und Bürgermeisterin
- Thullen, Peter (1907–1996), deutsch-ecuadorianischer Mathematiker
- Thullner, Johann (1880–1937), österreichischer Geistlicher und Politiker (CSP), Abgeordneter zum Nationalrat, Landtagsabgeordneter, Mitglied des Bundesrates

### Thum
- Thum, Andreas (* 1999), österreichischer Sportschütze
- Thum, August (1881–1957), deutscher Ingenieur
- Thum, Beda (1901–2000), deutscher Geistlicher, Benediktiner und Professor für Philosophie in Salzburg und Wien
- Thum, Bernd (1940–2018), deutscher Mediävist
- Thum, Caro (* 1977), deutsche Regisseurin und Dramatikerin
- Thum, Denis (* 1988), deutscher Kartfahrer
- Thum, Elfriede (1886–1952), deutsche Malerin und Grafikerin
- Thum, Gregor (* 1967), deutscher Historiker
- Thum, Hans (1869–1904), deutscher Unternehmer und Automobilrennfahrer
- Thum, Jon (* 1962), britischer Filmtechniker für visuelle Effekte
- Thum, Marcel (* 1965), deutscher Ökonom
- Thum, Mareike (* 1991), deutsche Inline-Speedskaterin
- Thum, Robert (1908–1980), österreichischer Tischtennisspieler
- Thum, Steffen (* 1988), deutscher Filmkomponist
- Thum, Thomas (* 1974), deutscher Kardiologe, Wissenschaftler und Unternehmer
- Thum, Walter (1888–1970), deutscher Journalist
- Thum-Rung, Charlotte (* 1955), deutsche Diplomphysikerin und Richterin am Bundespatentgericht
- Thuma, Carl Maria (1870–1925), deutsch-mährischer Maler
- Thuma, Friedrich (1873–1963), deutscher Bildhauer und Maler
- Thuma, Hans (1889–1968), deutscher Maler und Grafiker
- Thuma, Josef (1866–1938), österreichischer Physiker
- Thumann, Albert (1856–1938), französisch-deutscher Apotheker, Bürgermeister und Politiker, MdR
- Thumann, Anton (1912–1946), deutscher verurteilter Kriegsverbrecher, Schutzhaftlagerführer in Konzentrationslagern
- Thumann, Harry (1952–2001), deutscher Musiker
- Thumann, Jürgen (1941–2022), deutscher Unternehmer, Präsident des Bundesverband der Deutschen Industrie
- Thumann, Karl Borromäus (1820–1874), deutscher Theologe und Generalvikar in Bamberg
- Thumann, Michael (* 1962), deutscher JournalistMichael Thumann (* 1962)

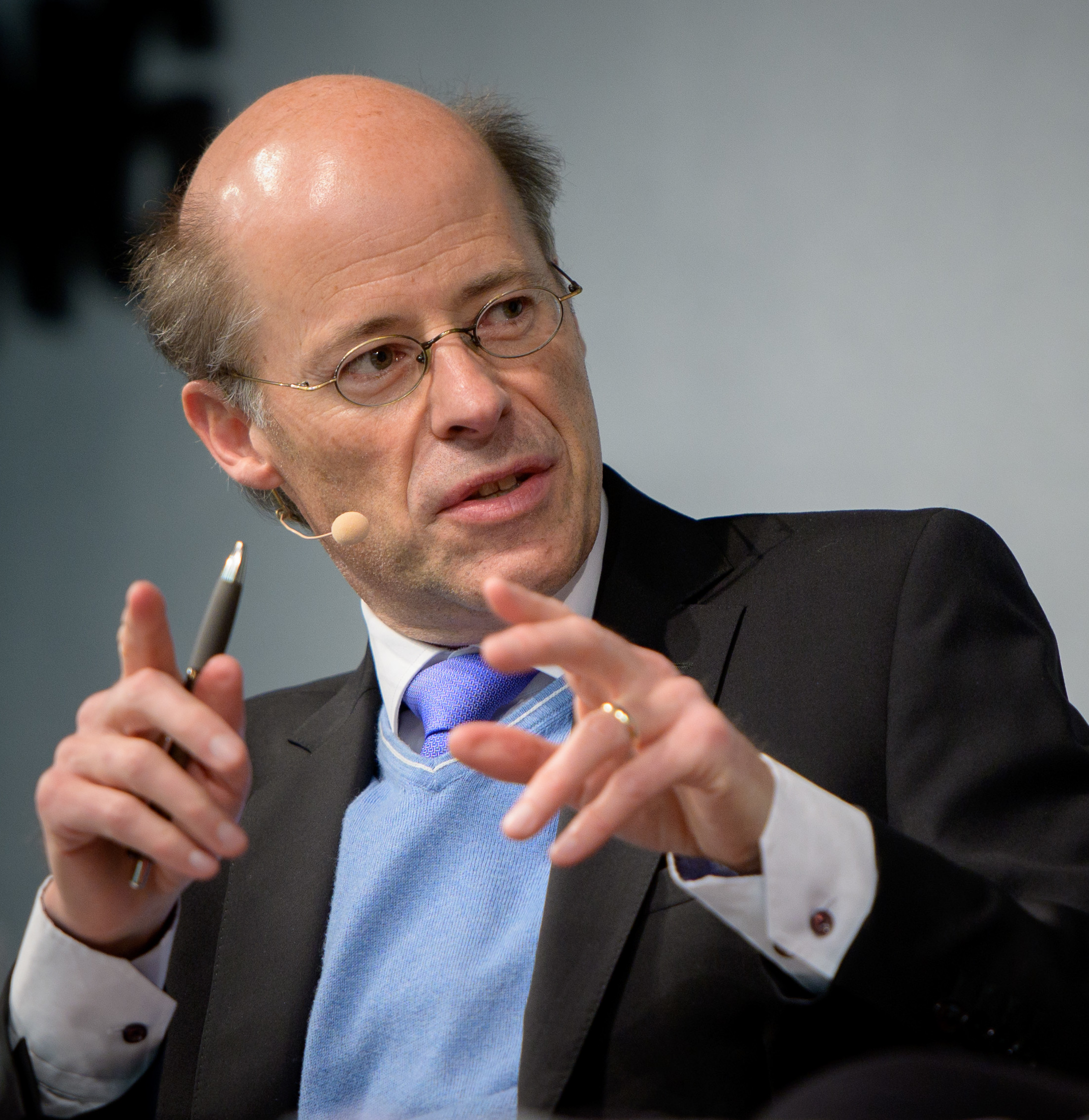
Michael Thumann (* 1962)

- Thumann, Paul (1834–1908), deutscher Illustrator und Porträtmaler
- Thumann, Thomas (* 1965), deutscher Politiker (FW/UPW), Oberbürgermeister der Stadt Neumarkt i.d. Oberpfalz
- Thumb von Neuburg, Hans Konrad († 1555), württembergischer Erbmarschall
- Thumb von Neuburg, Konrad (1465–1525), oberschwäbischer Adliger und Erbmarschall des württembergischen Herzogs Ulrich
- Thumb, Albert (1865–1915), deutscher Sprachwissenschaftler und Neogräzist
- Thumb, Christian († 1726), österreichischer Architekt
- Thumb, Michael († 1690), Baumeister des Barock
- Thumb, Peter (1681–1766), Baumeister des RokokoPeter Thumb (1681–1766)

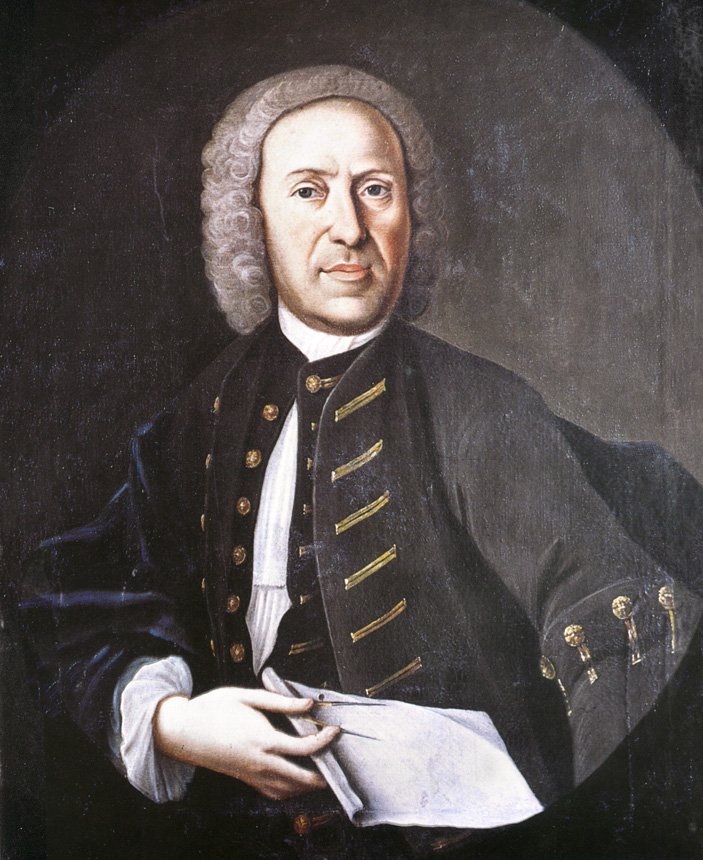
Peter Thumb (1681–1766)

- Thumbé, Emmanuel (1712–1761), Schweizer römisch-katholischer Geistlicher
- Thumbshirn, Wilhelm von († 1551), kursächsischer Oberst und Akteur im Schmalkaldischen Krieg
- Thumbshirn, Wolfgang Conrad von (1604–1667), deutscher Adliger, sachsen-altenburgischer Kanzler und Mitunterzeichner des Westfälischen Friedens
- Thüme, Hermann (1858–1914), deutscher Architekt
- Thume, Rudolf (1885–1945), deutscher Fabrikant und Landrat
- Thumelicus (* 15), Sohn des Arminius und der Thusnelda
- Thümen, August von (1757–1826), preußischer Generalleutnant
- Thümen, Christoph Friedrich von (1683–1744), preußischer Generalmajor, Kommandant von Glogau sowie Amtshauptmann von Kößlin und Kasimirsburg
- Thümen, Felix von (1839–1892), deutscher Botaniker und Mykologe
- Thümen, Veit von († 1543), Herrenmeister des Johanniterordens
- Thümen, Wilhelm von (1792–1856), preußischer Generalleutnant
- Thümer, Otto (1848–1917), deutscher Tonkünstler
- Thümer, Petra (* 1961), deutsche Schwimmerin
- Thumfart, Alexander (1959–2022), deutscher Politikwissenschaftler und Kommunalpolitiker
- Thumfart, Joachim (* 1970), deutscher Ju-Jutsu-Sportler
- Thüminger, Rosmarie (* 1939), südtirolische Schriftstellerin
- Thümler, Björn (* 1970), deutscher Politiker (CDU), MdLBjörn Thümler (* 1970)

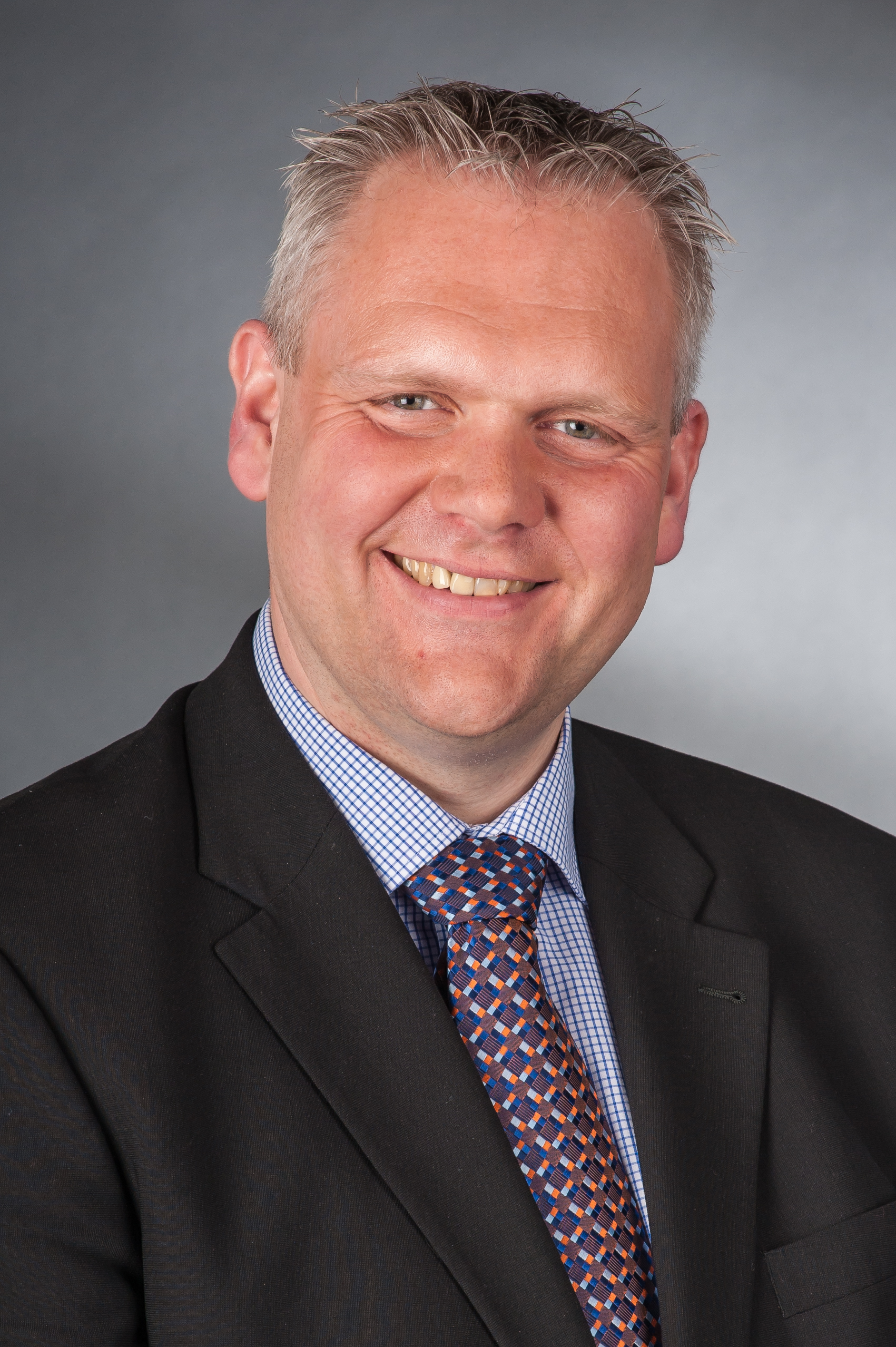
Björn Thümler (* 1970)

- Thümler, Enno (* 1937), deutscher Politiker (CDU), MdL
- Thümler, Heinrich (1887–1969), deutscher Politiker (NSDAP)
- Thümler, Sebastian, deutscher Filmeditor
- Thümler, Walter (* 1955), deutscher Dichter, Übersetzer und Herausgeber
- Thümling, Ludwig, deutscher Kupfer- und Stahlstecher in Karlsruhe
- Thumm, Birgit (* 1980), deutsche Volleyball-Nationalspielerin
- Thumm, Helmut (1895–1977), deutscher Offizier, zuletzt General der Infanterie im Zweiten Weltkrieg
- Thumm, Helmut (1931–2023), deutscher Leichtathlet
- Thumm, Karl (1867–1936), deutscher Apotheker und Chemiker
- Thumm, Ludwig (1893–1950), deutscher Kriminalkommissar und Leiter des Sachgebiets „Schutzhaft“ der Staatspolizeileitstelle Stuttgart
- Thumm, Ludwig (1920–2011), deutscher Jurist, Richter und Vizepräsident des Bundesgerichtshofes
- Thumm, Theodor (1586–1630), württembergischer lutherischer Theologe
- Thumm, Thomas (* 1977), deutscher Politiker (AfD), MdL
- Thumma, Bala Shoury (1908–1979), indischer Geistlicher, römisch-katholischer Bischof von Nellore
- Thümmel, Albert (* 1885), deutscher Historiker, Oberstudiendirektor und Autor populärer Geschichtsbücher
- Thümmel, Elise (1885–1976), deutsche Politikerin und Widerstandskämpferin
- Thümmel, Erika (* 1959), österreichische Künstlerin und Restauratorin
- Thümmel, Ernst von (1871–1945), deutscher Gutsbesitzer und Politiker (ThLB, CNBL), MdL, Landtagspräsident
- Thümmel, Friedrich Wilhelm (1856–1928), deutscher evangelischer Theologe
- Thümmel, Gerhard (1895–1971), deutscher Jurist, Konsistorialpräsident in Münster (1938–1948)
- Thümmel, Hans Georg (1932–2022), deutscher Evangelischer Theologe, Christlicher Archäologe, Kunst- und Kirchenhistoriker
- Thümmel, Hans von (1824–1895), deutscher Verwaltungsjurist und Ministerialbeamter, Finanzminister und Ministerpräsident im Königreich Sachsen
- Thümmel, Hans Wilhelm von (1744–1824), deutscher Minister und Diplomat
- Thümmel, Moritz August von (1738–1817), deutscher Schriftsteller
- Thümmel, Paul (1902–1945), deutscher AgentPaul Thümmel (1902–1945)

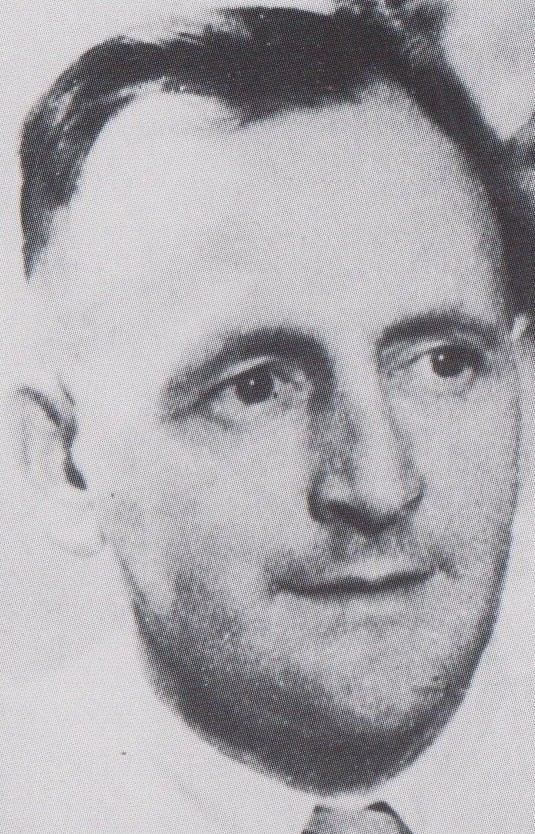
Paul Thümmel (1902–1945)

- Thümmel, Rainer (* 1940), deutscher Experte für Kirchenglocken
- Thummer, Erich (1930–2022), österreichischer Klassischer Philologe
- Thummerer, Johannes (1888–1921), deutscher Bibliothekar und Schriftsteller
- Thummes, Kerstin (* 1983), deutsche Kommunikationswissenschaftlerin
- Thümmig, Heinrich Martin (1693–1778), deutscher evangelischer Theologe
- Thümmig, Ludwig Philipp (1697–1728), deutscher Philosoph und Professor
- Thümmler, Dörte (* 1971), deutsche Gerätturnerin
- Thümmler, Fritz (1924–2022), deutscher Werkstoffwissenschaftler
- Thümmler, Gerhard (1920–2007), deutscher Redakteur und Heimatforscher
- Thümmler, Hans (1910–1972), deutscher Kunsthistoriker
- Thümmler, Hermann († 1940), deutscher Verlagsbuchhändler
- Thümmler, Isolde, deutsche Schauspielerin, Moderatorin, Hörspiel- und Off-SprecherinIsolde Thümmler

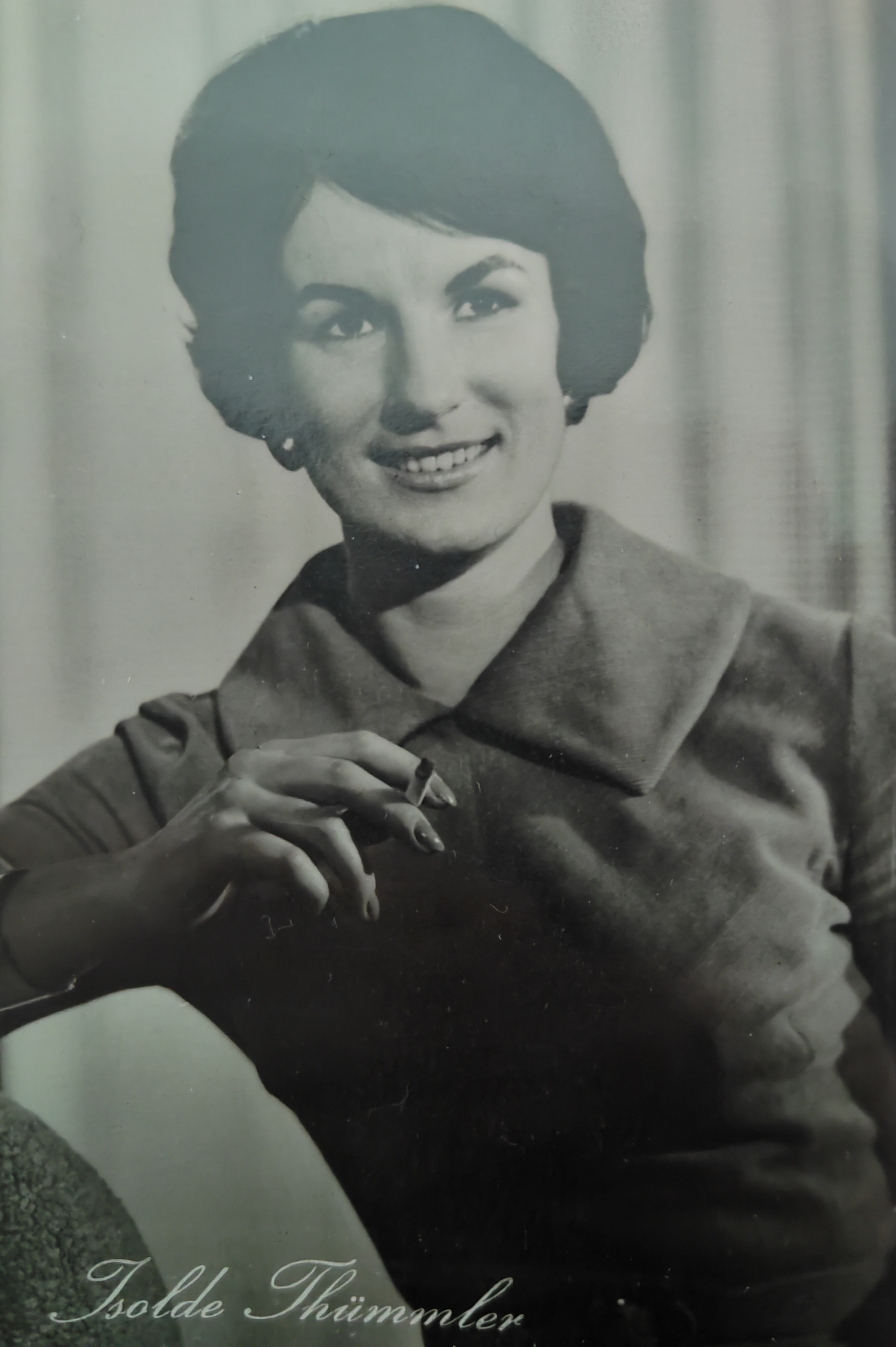
Isolde Thümmler

- Thümmler, Johannes (1906–2002), deutscher SS-Obersturmbannführer im Dritten Reich
- Thümmler, Jonas (* 1993), deutscher Handballspieler
- Thümmler, Sabine (* 1956), deutsche Kunsthistorikerin und Museumsleiterin
- Thumpser, Herbert (* 1961), österreichischer Politiker (SPÖ), Landtagsabgeordneter, Mitglied des Bundesrates
- Thums, Barbara (* 1964), deutsche Germanistin
- Thums, Karl (1904–1976), österreichischer Arzt, Psychiater und Rassenhygieniker
- Thumser, Matthias (* 1953), deutscher Historiker
- Thumser, Michael (* 1959), deutscher Journalist und Autor
- Thumshirn, Georg (1893–1955), deutscher Motorradrennfahrer
- Thumshirn, Ludwig (1896–1971), deutscher Kommunalpolitiker (SPD)

### Thun
- Thun und Hohenstein, Eleonore Barbara von (1661–1723), Fürstin von Liechtenstein
- Thun und Hohenstein, Emanuel Maria von (1753–1818), österreichischer Geistlicher
- Thun und Hohenstein, Erwein von (1896–1946), österreichischer Offizier des Nachrichtendienstes
- Thun und Hohenstein, Franz Sigismund von (1639–1702), Ritter des Johanniterordens, Generalkapitän der Galeeren des Johanniterordens (1693–1697)
- Thun und Hohenstein, Franz von (1826–1888), österreichischer General
- Thun und Hohenstein, Franz von (1847–1916), böhmisch-österreichischer Politiker
- Thun und Hohenstein, Friedrich von (1810–1881), österreichischer DiplomatFriedrich von Thun und Hohenstein (1810–1881)

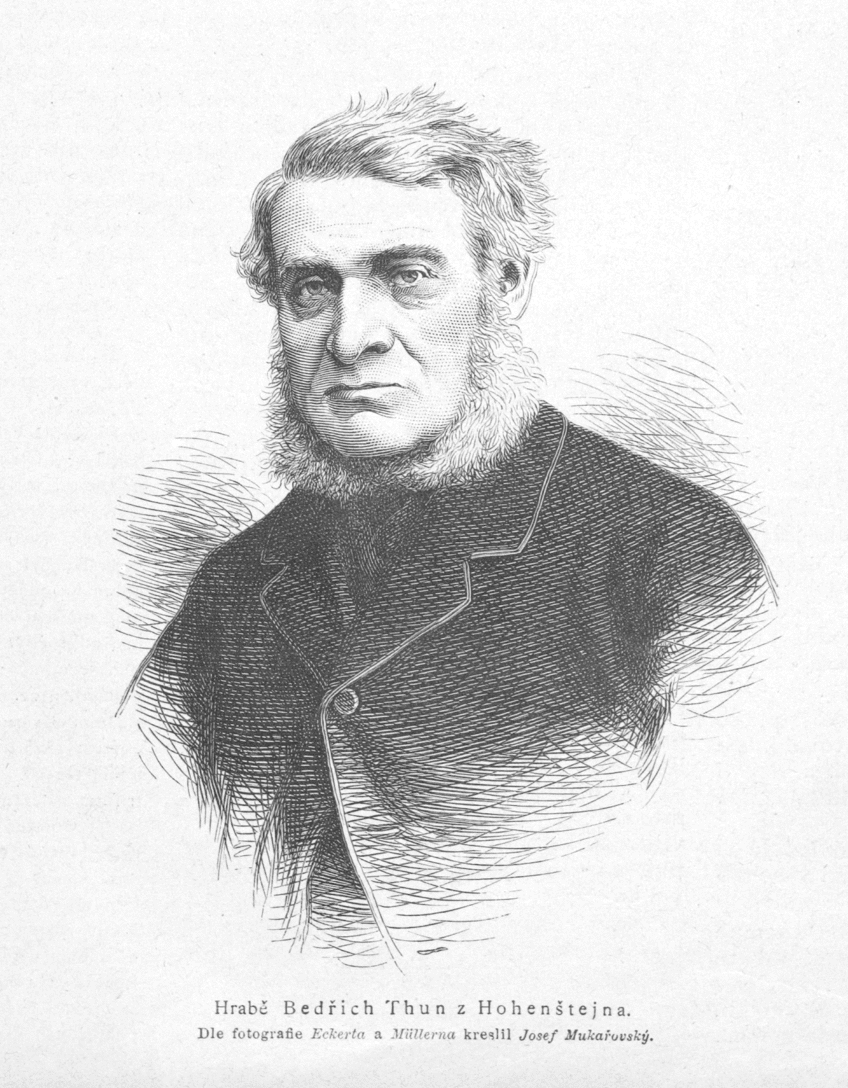
Friedrich von Thun und Hohenstein (1810–1881)

- Thun und Hohenstein, Galeas von (1850–1931), österreichischer Verwaltungsjurist, Großmeister des Malteserordens
- Thun und Hohenstein, Georg Graf von (1946–2007), deutscher Wirtschaftsprüfer
- Thun und Hohenstein, Guidobald von (1616–1668), Fürsterzbischof von Salzburg, Bischof von Regensburg
- Thun und Hohenstein, Jakob Maximilian von (1681–1741), Bischof von Gurk (1709–1740)
- Thun und Hohenstein, Johann Ernst von (1643–1709), Fürsterzbischof von Salzburg (1687–1709)
- Thun und Hohenstein, Joseph Maria von (1713–1763), Fürstbischof von Passau
- Thun und Hohenstein, Karl von (1803–1876), österreichischer Offizier
- Thun und Hohenstein, Leo von (1811–1888), böhmisch-österreichischer PolitikerLeo von Thun und Hohenstein (1811–1888)

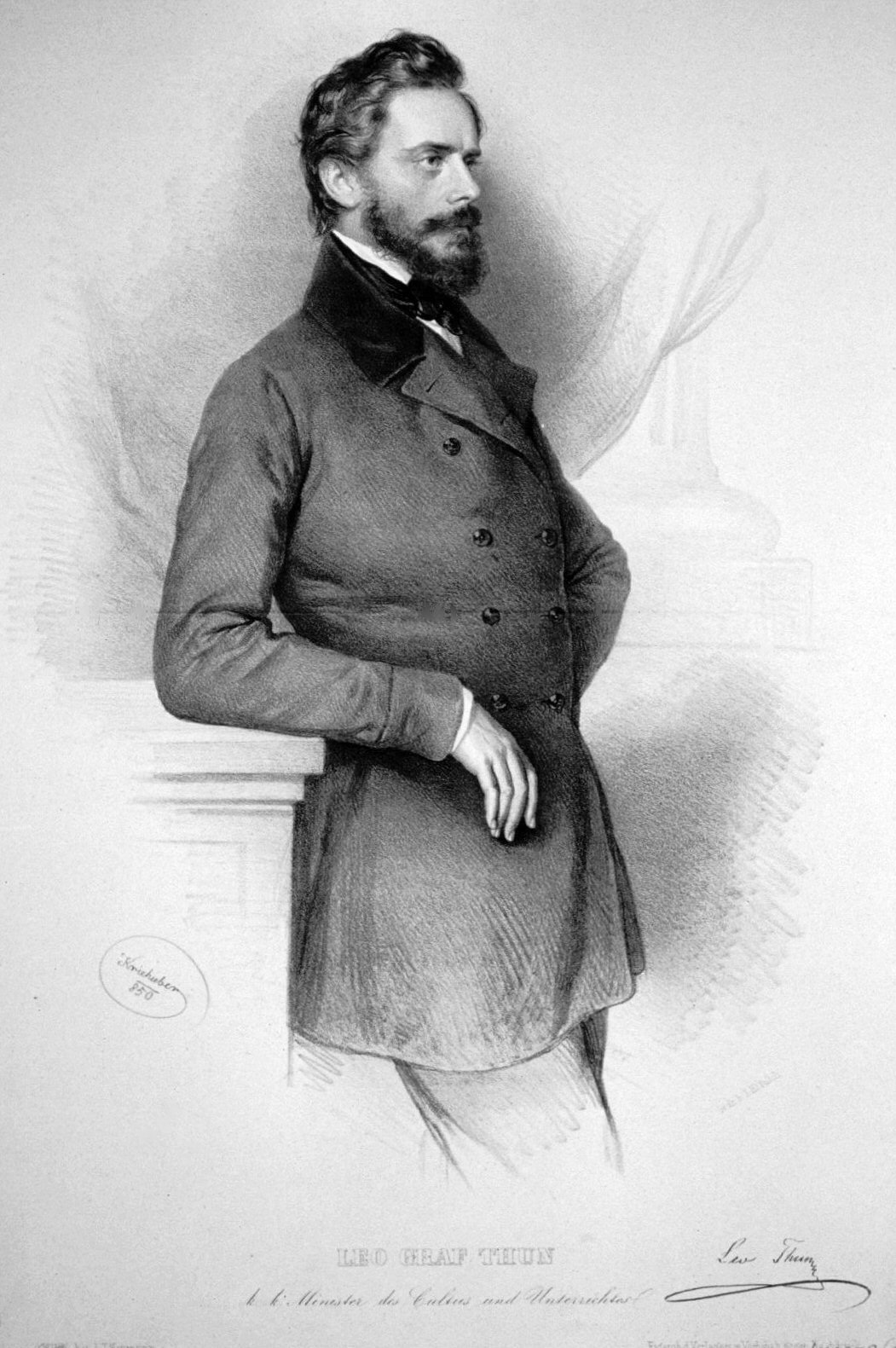
Leo von Thun und Hohenstein (1811–1888)

- Thun und Hohenstein, Leopold Leonhard von (1748–1826), Bischof von Passau
- Thun und Hohenstein, Maria Anna von (1697–1716), Mitglied des Hauses Liechtenstein
- Thun und Hohenstein, Oswald von (1849–1913), böhmisch-österreichischer Großgrundbesitzer, Industrieller und Politiker
- Thun und Hohenstein, Peter Michael Vigil von (1724–1800), Fürstbischof von Trient
- Thun und Hohenstein, Roderich Graf von (1908–1983), deutscher Jurist und politischer Aktivist
- Thun und Hohenstein, Rudolf Joseph von (1652–1702), österreichischer Adliger, Bischof von Seckau
- Thun und Hohenstein, Sigmund von (1827–1897), österreichischer Politiker
- Thun und Hohenstein, Thomas Johann von (1737–1796), Fürstbischof von Passau
- Thun und Hohenstein, Wenzel Josef von (1737–1796), österreichischer General
- Thun und Hohenstein, Wenzeslaus von (1629–1673), Bischof von Passau und Gurk
- Thun, Alphons (1853–1885), deutsch-baltischer Volkswirt
- Thun, Christian (* 1992), deutscher Boxer in der Schwergewichtsklasse
- Thun, Christoph Simon von (1582–1635), Prior des Malteserordens in Ungarn und Obersthofmeister
- Thun, Dieter (1939–2025), deutscher Fußballspieler
- Thun, Dominikus Anton von (1686–1758), Fürstbischof von Trient
- Thun, Ferdinand (1866–1949), deutscher Textilmaschinen-Unternehmer
- Thun, Ferdinand (1921–2022), deutscher Diplomat
- Thun, Friedrich von (* 1942), österreichischer Schauspieler
- Thun, Harald (1945–2025), deutscher Romanist und Sprachwissenschaftler
- Thun, Hedwig (1892–1969), deutsche Malerin und Schriftstellerin
- Thun, Heinrich (1938–2024), österreichischer Leichtathlet
- Thun, Helge (* 1971), deutscher Zauberkünstler, Comedy-Schauspieler und Moderator
- Thun, Johannes von († 1506), Bischof von Schwerin
- Thun, Karl-Heinz (1937–1993), deutscher Regattasegler
- Thun, Kjersti (* 1974), norwegische Fußballspielerin
- Thun, Matteo (* 1952), italienischer Architekt und Designer
- Thun, Max von (* 1977), deutsch-österreichischer Schauspieler und FernsehmoderatorMax von Thun (* 1977)

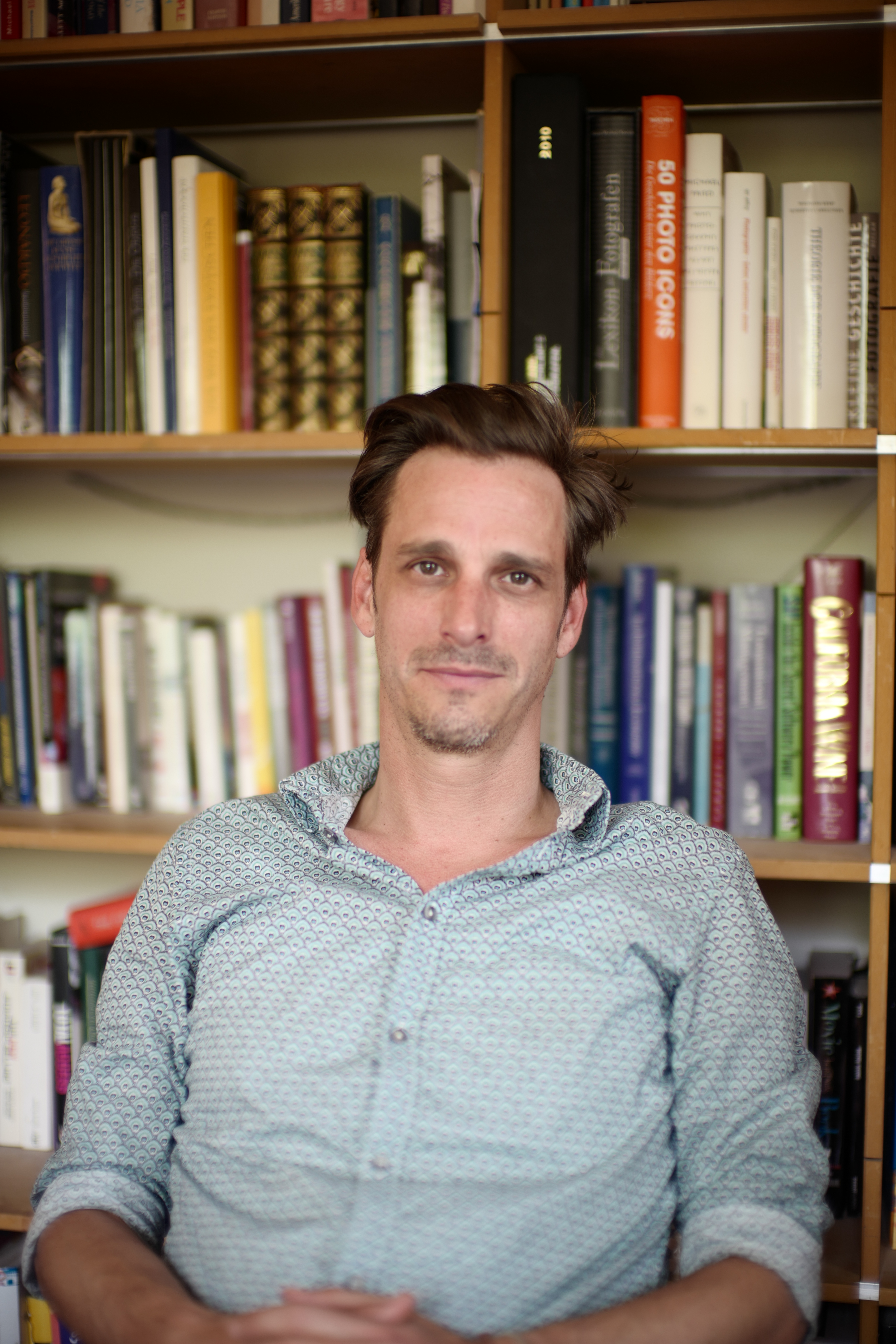
Max von Thun (* 1977)

- Thun, Nyota (1925–2021), deutsche Literaturwissenschaftlerin und Hochschullehrerin
- Thun, Otto Balthasar von (1721–1793), preußischer Generalleutnant, Chef des gleichnamigen Dragonerregiments, Generalinspekteur der Pommerischen Kavallerie
- Thun, Richard (1899–1945), deutscher Agrikulturchemiker
- Thun, Róża (* 1954), polnische Publizistin und Politikerin, Vertreterin der Europäischen Kommission in Polen, MdEP
- Thun, Sigmund Alphons von (1621–1677), Bischof von Brixen und Trient
- Thun, Sophie (* 1985), deutsch-polnische Künstlerin und Photographin
- Thun, Stein Vidar (* 1981), norwegischer Skilangläufer
- Thun, Sylvia (* 1968), deutsche Ingenieurin für biomedizinische Technik und Ärztin
- Thun, Wilhelm Ulrich von (1784–1862), preußischer Infanteriegeneral und Gesandter
- Thun-Hohenstein, Christoph (* 1960), österreichischer Jurist, Diplomat und KunstmanagerChristoph Thun-Hohenstein (* 1960)

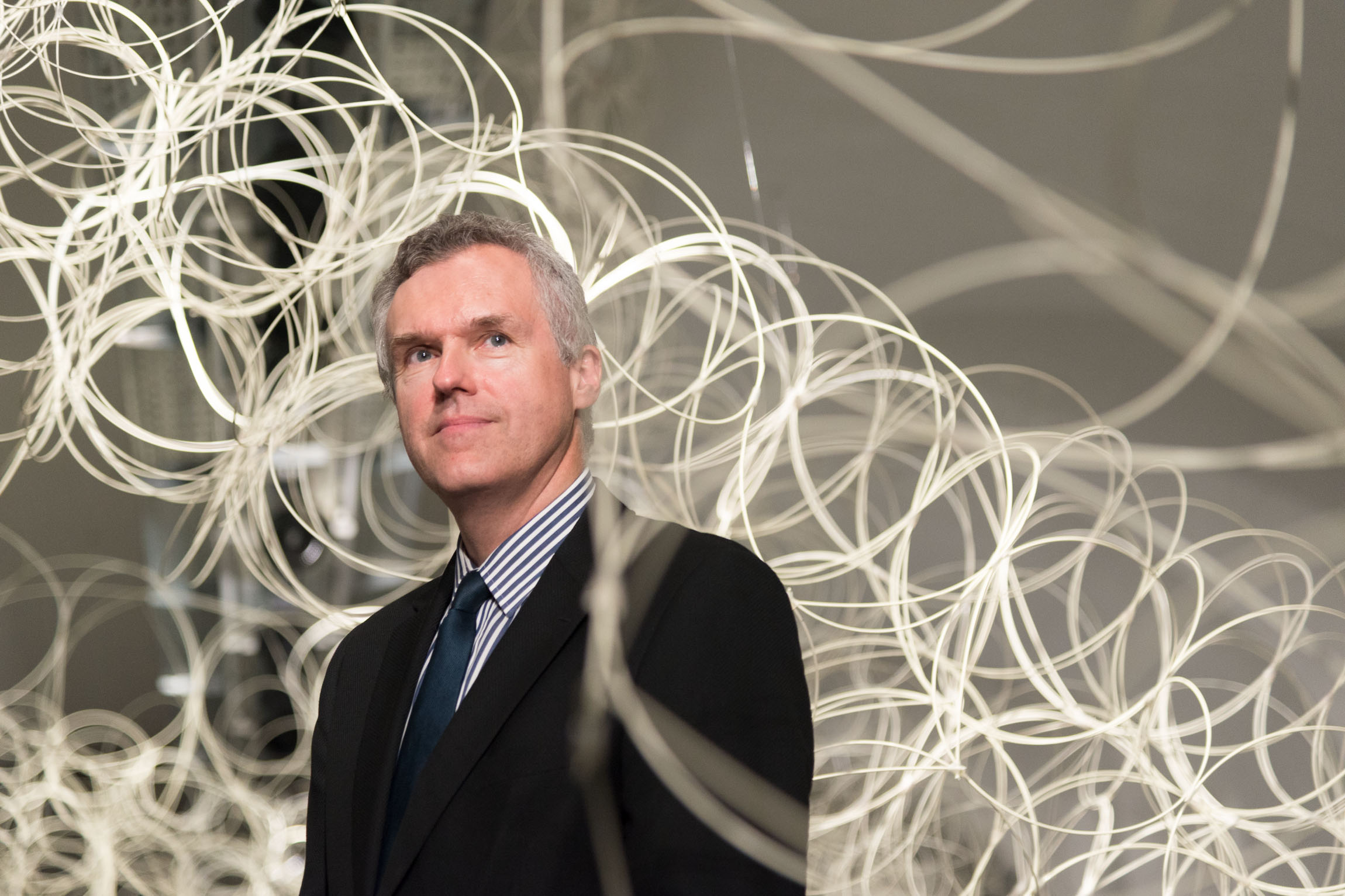
Christoph Thun-Hohenstein (* 1960)

- Thun-Hohenstein, Eleonore (1924–2013), österreichische Schriftstellerin und Journalistin
- Thun-Hohenstein, Felicitas (* 1964), österreichische Kunsthistorikerin und Kuratorin
- Thun-Hohenstein, Franziska (* 1951), deutsche Slawistin
- Thun-Hohenstein, Maximilian (1887–1935), österreichischer Arzt und Bewegungsforscher
- Thun-Hohenstein, Maximilian von (1638–1701), kaiserlicher Geheimer Rat und Ahnherr der böhmischen Linie der Familie Thun-Hohenstein
- Thun-Hohenstein, Paul (1884–1963), österreichischer Diplomat und Autor
- Thun-Hohenstein, Romedio Graf von (* 1952), deutscher Forstwirt und Historiker
- Thüna, August Wilhelm von (1721–1787), preußischer Generalmajor, Chef des Infanterie-Regiments Nr. 23, Inspekteur der Infanterie-Regimenter der Mittelmark, Amtshauptmann von Schlanstedt und Oschersleben
- Thüna, Carl August Freiherr von (* 1916), deutscher Golfer
- Thüna, Rudolf von (1887–1936), deutscher Luftpionier
- Thunayan, Yousuf al- (* 1963), saudi-arabischer Fußballspieler
- Thunberg, Carl L. (* 1963), schwedischer Historiker und Archäologe
- Thunberg, Carl Peter (1743–1828), schwedischer Naturforscher
- Thunberg, Clas (1893–1973), finnischer Eisschnellläufer
- Thunberg, Greta (* 2003), schwedische KlimaschutzaktivistinGreta Thunberg (* 2003)

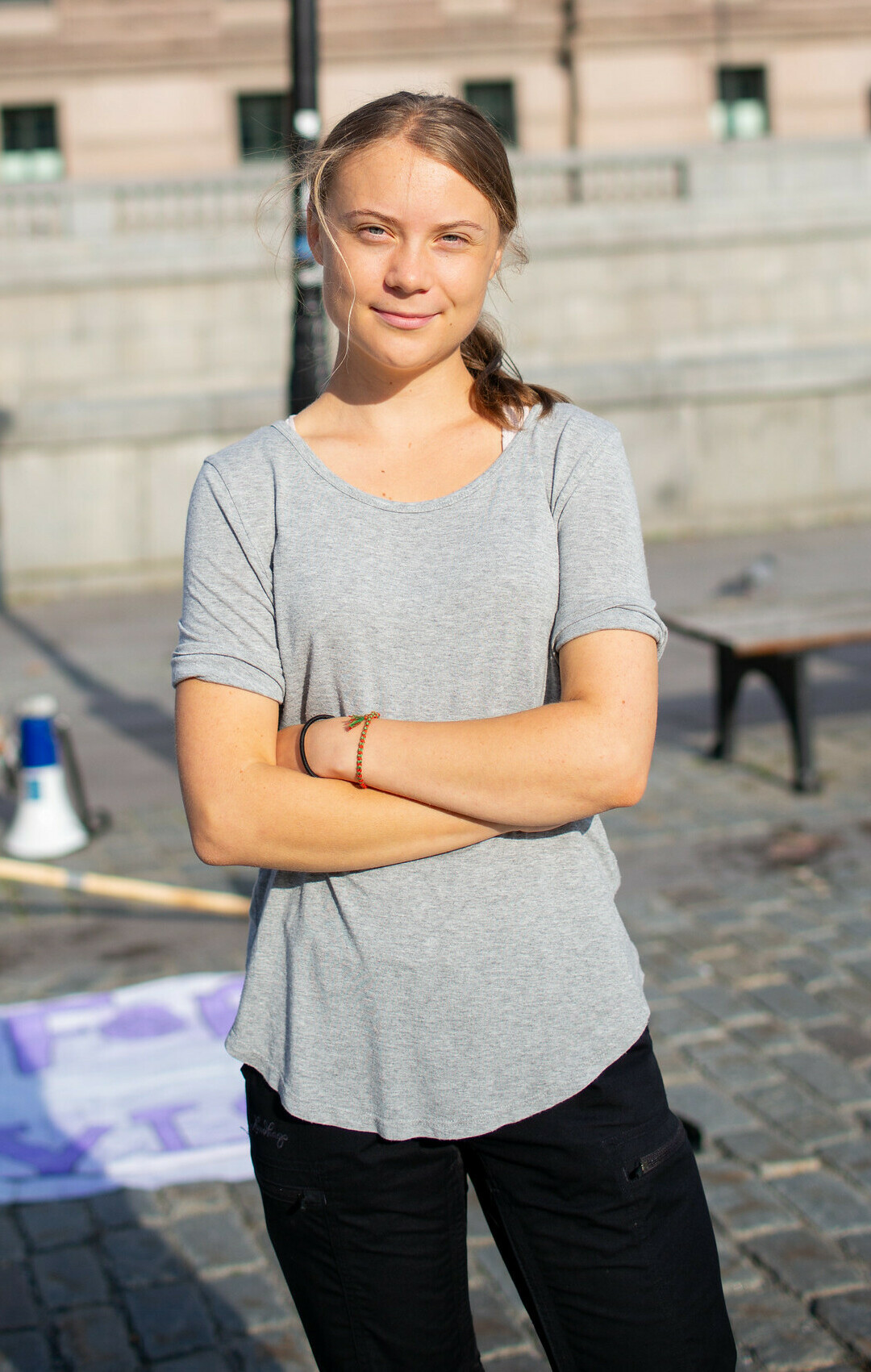
Greta Thunberg (* 2003)

- Thunberg, Lage (1905–1997), schwedischer Generalleutnant
- Thunberg, Olof (1925–2020), schwedischer Schauspieler
- Thunberg, Stefan (* 1968), schwedischer Drehbuchautor
- Thunberg, Svante (* 1969), schwedischer Schauspieler, Musikproduzent und Autor
- Thunberg, Torsten Ludvig (1873–1952), schwedischer Physiologe und Biochemiker
- Thundat, Rachel (* 1994), US-amerikanische Schauspielerin
- Thundercat, US-amerikanischer Bassist und Musikproduzent
- Thunders, Johnny (1952–1991), US-amerikanischer Punk-MusikerJohnny Thunders (1952–1991)

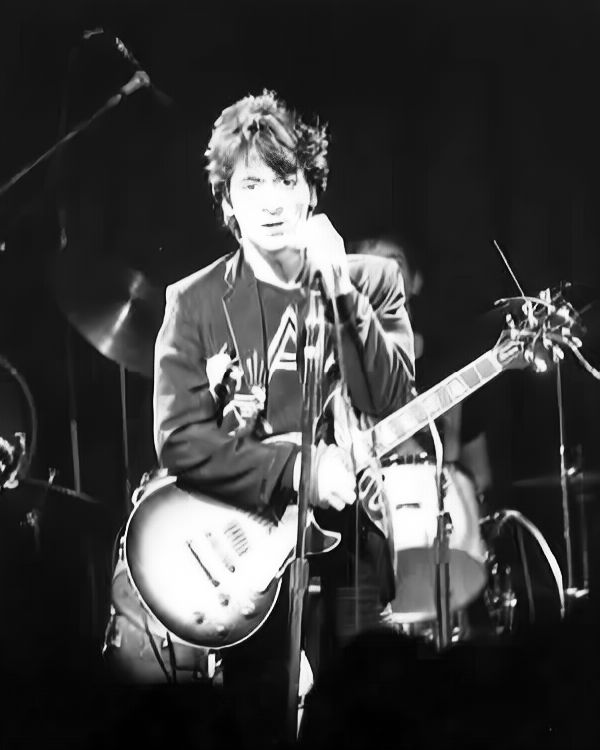
Johnny Thunders (1952–1991)

- Thundy, Zacharias P. (* 1936), indisch-US-amerikanischer Theologe, Religionswissenschaftler, Hochschullehrer
- Thüne, Damian (* 1996), deutscher Schauspieler
- Thune, John (* 1961), US-amerikanischer Politiker
- Thune, Nick (* 1979), US-amerikanischer Schauspieler, Comedian und Musiker
- Thune, Oddgeir (* 1978), norwegischer Schauspieler und Drehbuchautor
- Thüne, Wolfgang (* 1943), deutscher Meteorologe
- Thüne, Wolfgang (* 1949), deutscher Geräteturner
- Thunebro, Sara (* 1979), schwedische Fußballspielerin
- Thunecke, Jörg (* 1941), deutscher Literaturwissenschaftler
- Thünefeld, Klemens von (1855–1913), deutscher Gutsbesitzer und Politiker (Zentrum), MdR
- Thunemann, Florian (* 1980), deutscher Schauspieler
- Thünemann, Henry Joseph (1898–1965), südafrikanischer Geistlicher, Bischof von Keimoes
- Thünemann, Holger (* 1975), deutscher Historiker und Geschichtsdidaktiker
- Thunemann, Klaus (* 1937), deutscher Fagottist
- Thunen, Conrad von, Drost
- Thünen, Ditmar von († 1432), Kaufmann und Ratsherr der Hansestadt Lübeck
- Thünen, Edo Heinrich von (1808–1873), Rittergutsbesitzer, MdR
- Thünen, Friedrich von (1785–1865), deutscher Landwirt und Politiker
- Thünen, Johann Heinrich von (1783–1850), deutscher Agrar- und Wirtschaftswissenschaftler, SozialreformerJohann Heinrich von Thünen (1783–1850)

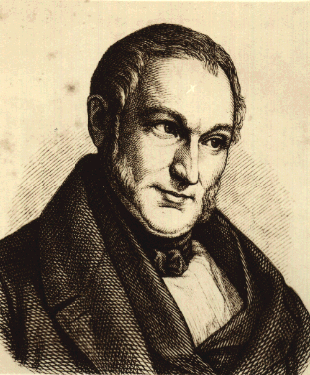
Johann Heinrich von Thünen (1783–1850)

- Thünen, Ludeke von († 1501), Kaufmann und Bürgermeister der Hansestadt Lübeck
- Thunert, Eberhard (1899–1964), deutscher Offizier, zuletzt Generalleutnant im Zweiten Weltkrieg
- Thunes, Scott (* 1960), US-amerikanischer Musiker
- Thuney, Joe (* 1992), US-amerikanischer American-Football-Spieler
- Thunfeld, Kunz von, Bauernführer und Unterstützer des Paukers von Niklashausen
- Thung Sin Nio (1902–1996), Ärztin, Frauenaktivistin, Wirtschaftswissenschaftlerin und Lehrerin
- Thüngen, Adam Sigmund von (1687–1745), österreichischer Feldzeugmeister
- Thüngen, Dietrich von (1476–1540), Domdekan von Würzburg
- Thüngen, Dietz von (1894–1973), deutscher Landwirt und Politiker (CNBL), MdR
- Thüngen, Hans Carl von (1804–1850), königlich bayerischer Regierungsbeamter
- Thüngen, Hildolf von (1878–1947), deutscher Offizier, paramilitärischer Aktivist und SS-Führer
- Thüngen, Johann Karl von (1648–1709), Inhaber eines Infanterieregiments und kaiserlicher Generalfeldmarschall (1696–1698)
- Thüngen, Karl Freiherr von (1893–1944), deutscher Generalleutnant und WiderstandskämpferKarl Freiherr von Thüngen (1893–1944)

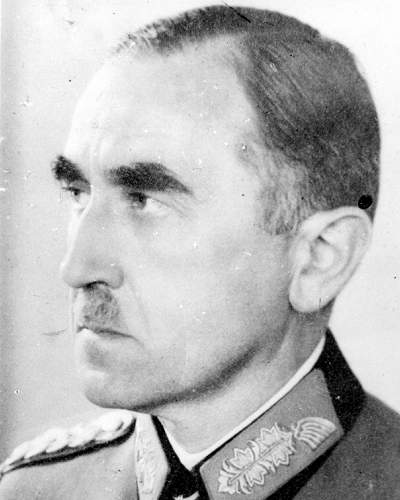
Karl Freiherr von Thüngen (1893–1944)

- Thüngen, Konrad Friedrich von († 1629), Dompropst im Bistum Würzburg
- Thüngen, Konrad II. von († 1540), Fürstbischof von Würzburg (1519–1540)
- Thüngen, Ludwig Julius Traugott von (1794–1872), deutscher Bezirksgerichtsdirektor
- Thüngen, Philipp von (1796–1866), deutscher Gutsbesitzer, Landrat und Hofbeamter
- Thüngen, Wilhelm von (1805–1871), bayerischer Gutsbesitzer und Politiker
- Thungthongkam, Saralee (* 1979), thailändische Badmintonspielerin
- Thunig, Ewald (1897–1991), deutscher Gewerkschafter und Politiker (KPD, SPD)
- Thunig, Rudolf (1899–1983), deutscher SED-Funktionär
- Thunman, Sven (1920–2004), schwedischer Eishockeyspieler
- Thunmann, Johann (1746–1778), schwedischer Gelehrter, Nordist, Albanologe und Romanist, der in Deutschland wirkte

### Thuo
- Thuot, Pierre J. (* 1955), US-amerikanischer Astronaut

### Thur
- Thür, Garry (* 1973), österreichischer Politiker (NEOS)
- Thür, Georg (1846–1924), deutscher Architekt und preußischer Baubeamter
- Thür, Gerhard (* 1941), österreichischer Rechtshistoriker
- Thür, Hanspeter (* 1949), Schweizer Politiker und Datenschutzexperte
- Thür, Hilke (* 1941), deutsch-österreichische Architektin, Bauforscherin und Klassische Archäologin
- Thür, Martin (* 1982), österreichischer Fernsehjournalist und ModeratorMartin Thür (* 1982)

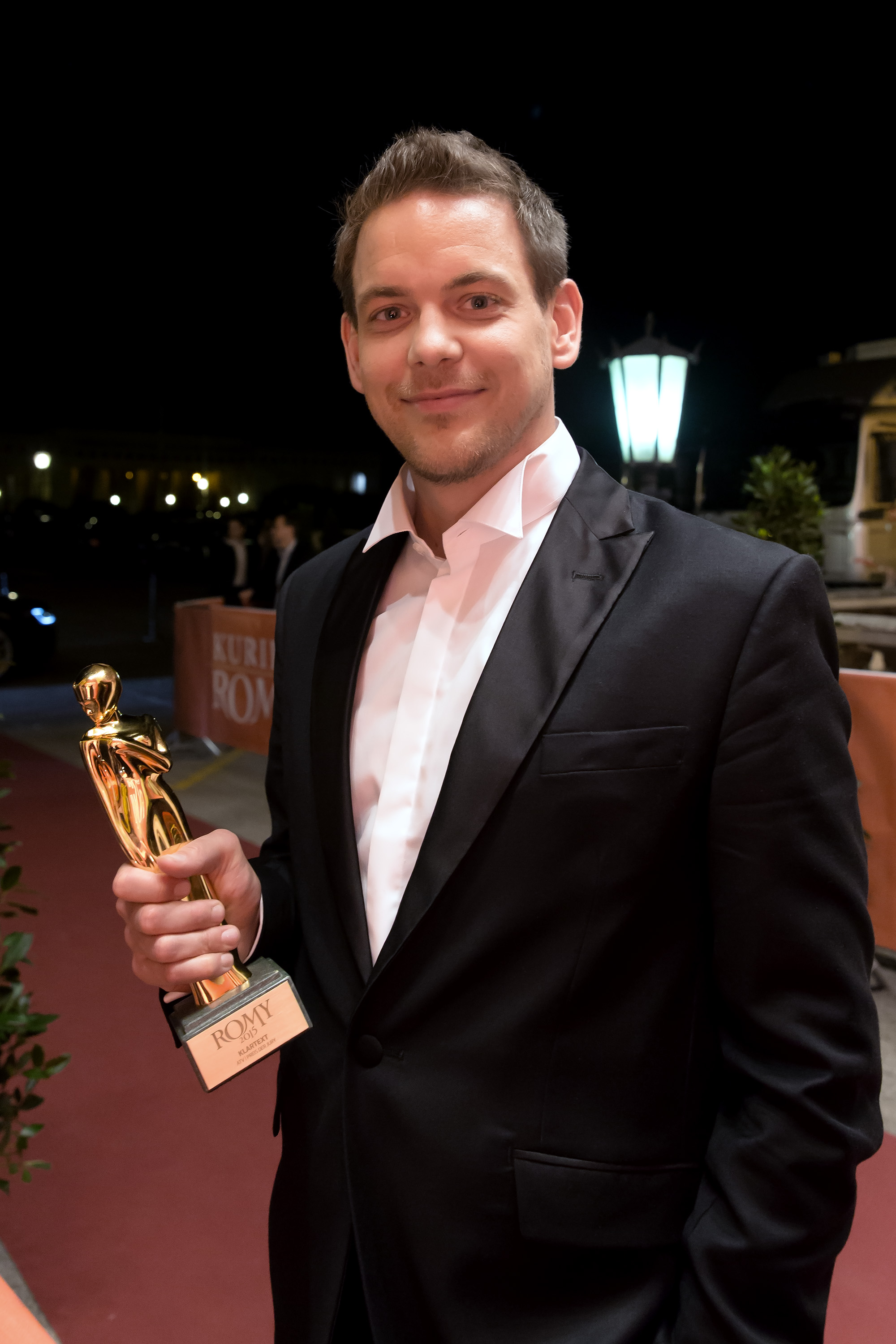
Martin Thür (* 1982)

#### Thura
- Thürach, Hans (1859–1927), deutscher Geologe
- Thurah, Laurids de (1706–1759), dänischer Architekt, Baumeister und Topograf
- Thuraisingham, Bhavani (* 1955), US-amerikanische Informatikerin tamilischer Herkunft
- Thurakit Boonratanathanakorn (* 1989), thailändischer Radrennfahrer
- Thuram (* 1991), brasilianischer Fußballspieler
- Thuram, Khéphren (* 2001), französischer Fußballspieler
- Thuram, Lilian (* 1972), französischer Fußballspieler
- Thuram, Marcus (* 1997), französischer Fußballspieler
- Thurano, Konrad (1909–2007), deutscher Seiltänzer, ältester Seilartist der Welt
- Thuras, Albert Lauris (1888–1945), US-amerikanischer Ozeanograf und Entwickler
- Thurau, Björn (* 1988), deutscher Radrennfahrer
- Thurau, Carsten (* 1967), deutscher Fernsehjournalist
- Thurau, Dietrich (* 1954), deutscher RadrennfahrerDietrich Thurau (* 1954)

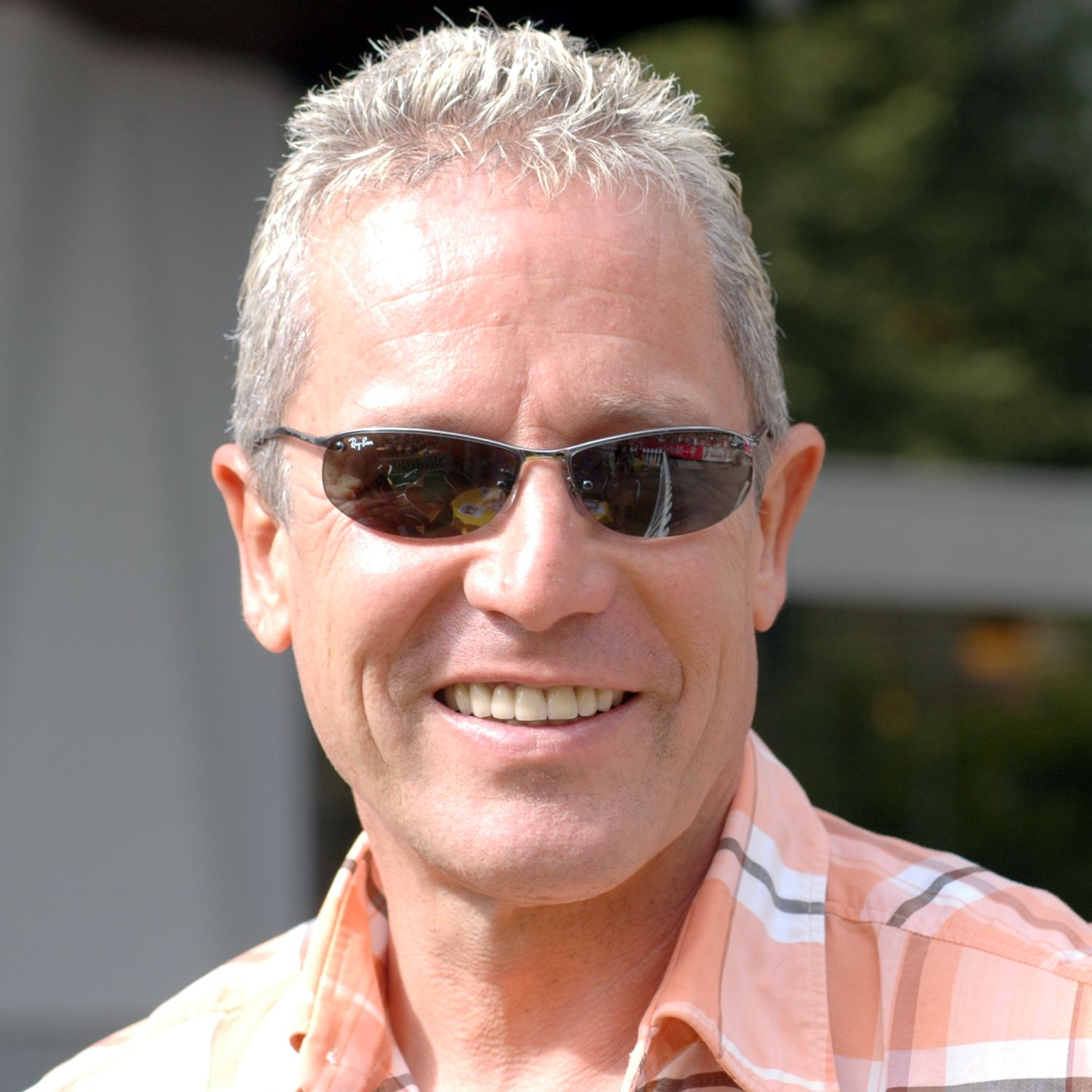
Dietrich Thurau (* 1954)

- Thurau, Friedrich (1812–1888), deutscher Landschaftsmaler
- Thurau, Gustav (1863–1918), deutscher Romanist
- Thurau, Hanno (1939–1992), deutscher Schauspieler
- Thurau, Klaus (1928–2018), deutscher Nierenphysiologe
- Thurau, Miriam (* 1994), deutsche Schauspielerin
- Thurau, Rainer M. (* 1951), deutscher Designer und Harfenbauer
- Thurau, Sabine (* 1956), deutsche Polizistin und Präsidentin des Hessischen Landeskriminalamts
- Thürauer, Franz (* 1953), österreichischer Komponist, Musikpädagoge und Kirchenmusiker
- Thürauer, Lukas (* 1987), österreichischer Fußballspieler
- Thürauf, Matthias (* 1973), deutscher Politiker (CSU), Oberbürgermeister der Stadt Schwabach

#### Thurb
- Thurber, Delos (1916–1987), US-amerikanischer Hochspringer
- Thurber, James (1894–1961), US-amerikanischer Schriftsteller und ZeichnerJames Thurber (1894–1961)

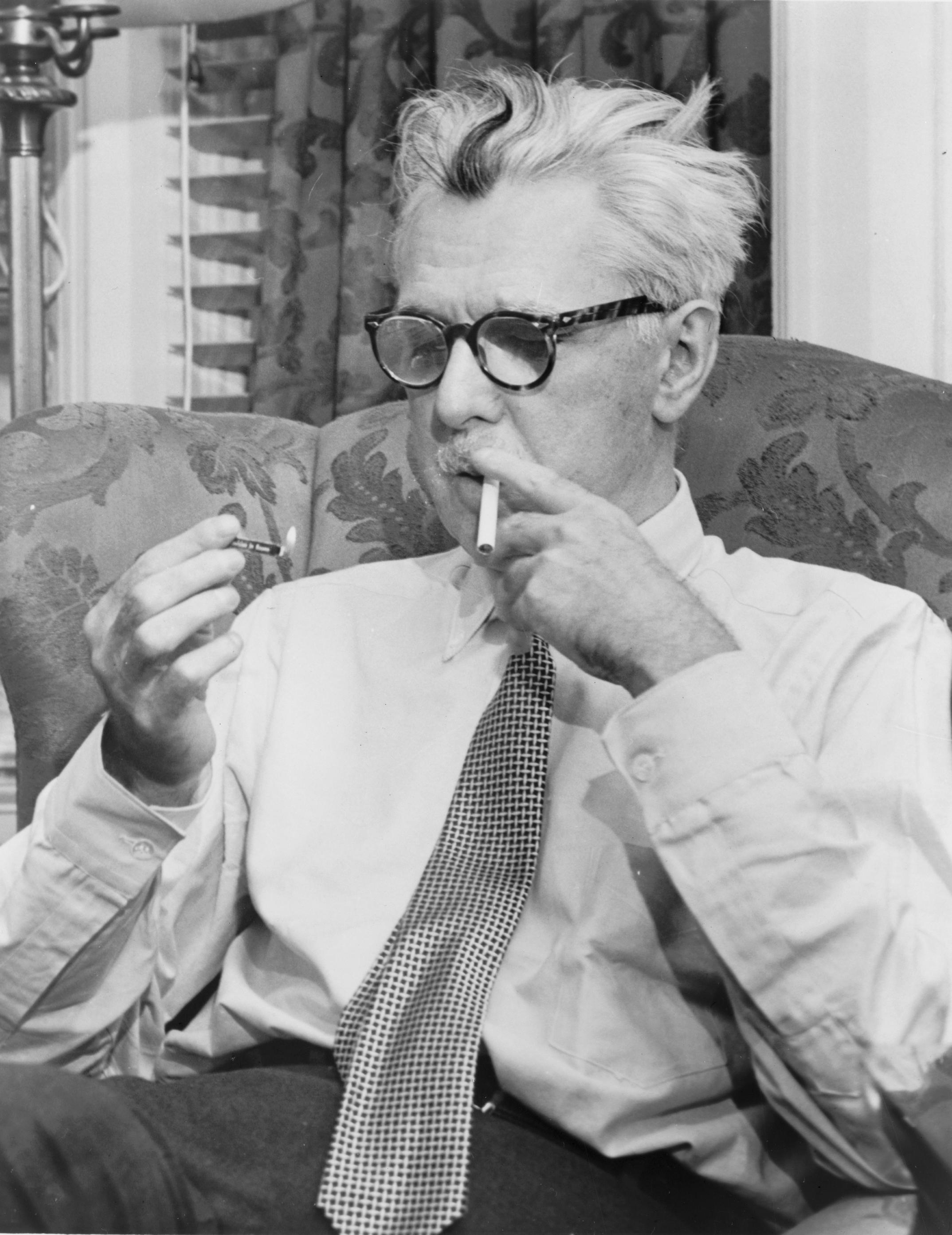
James Thurber (1894–1961)

- Thurber, James A. (* 1943), US-amerikanischer Politikwissenschaftler und Hochschullehrer
- Thurber, Jeannette (1850–1946), US-amerikanische Musikmäzenin sowie Gründerin und Präsidentin der National Conservatory of Music of America in New York City
- Thurber, Rawson Marshall (* 1975), US-amerikanischer Filmregisseur und Drehbuchautor
- Thurbrand, Magnat in Northumbria

#### Thure
- Thureau-Dangin, François (1872–1944), französischer Altorientalist und Mathematikhistoriker
- Thureau-Dangin, Paul (1837–1913), französischer Historiker
- Thurel, Jean (1698–1807), französischer Soldat
- Thürer, Daniel (* 1945), Schweizer Rechtswissenschafter und Hochschullehrer
- Thürer, Georg (1908–2000), Schweizer Dichter und Hochschullehrer
- Thureson, Milja (* 1994), finnische Sprinterin
- Thuresson, Andreas (* 1987), schwedischer Eishockeyspieler
- Thuresson, Svante (1937–2021), schwedischer Jazz- und Pop-Sänger
- Thuret, Gustave (1817–1875), französischer Botaniker und Algologe
- Thürey, Magda (1899–1945), deutsche Politikerin (KPD), MdHB sowie Widerstandskämpfer gegen den Nationalsozialismus
- Thürey, Nils (* 1979), deutscher Informatiker
- Thürey, Paul (1903–1944), deutscher Kommunist sowie Widerstandskämpfer gegen den Nationalsozialismus

#### Thurg
- Thurgur, Michael, englisch-walisischer Squashspieler

#### Thurh
- Thürheim, Andreas Joseph von (1827–1904), österreichischer Militär, Militärschriftsteller und Geschichtsschreiber
- Thürheim, Christoph Wilhelm I. von (1661–1738), Landeshauptmann ob der Enns
- Thürheim, Christoph Wilhelm II. von (1731–1809), Landeshauptmann ob der Enns
- Thürheim, Franz Ludwig von (1710–1782), österreichischer Feldmarschall
- Thürheim, Franz Sebastian von (1665–1726), k. k. Feldmarschall und Inhaber des Infanterieregiments No. 28
- Thürheim, Friedrich Karl von (1763–1832), bayerischer Verwaltungsbeamter und Staatsminister
- Thürheim, Lulu von (1788–1864), österreichische Malerin und Schriftstellerin

#### Thuri
- Thurian, Max (1921–1996), Schweizer Theologe
- Þuríður Backman (* 1948), isländische Politikerin (Links-Grüne Bewegung)
- Þuríður Einarsdóttir (1777–1863), isländische Seefrau
- Thürig, Catherine (* 1958), Schweizer Schachspielerin
- Thürig, Karin (* 1972), Schweizer Radsportlerin und DuathletinKarin Thürig (* 1972)

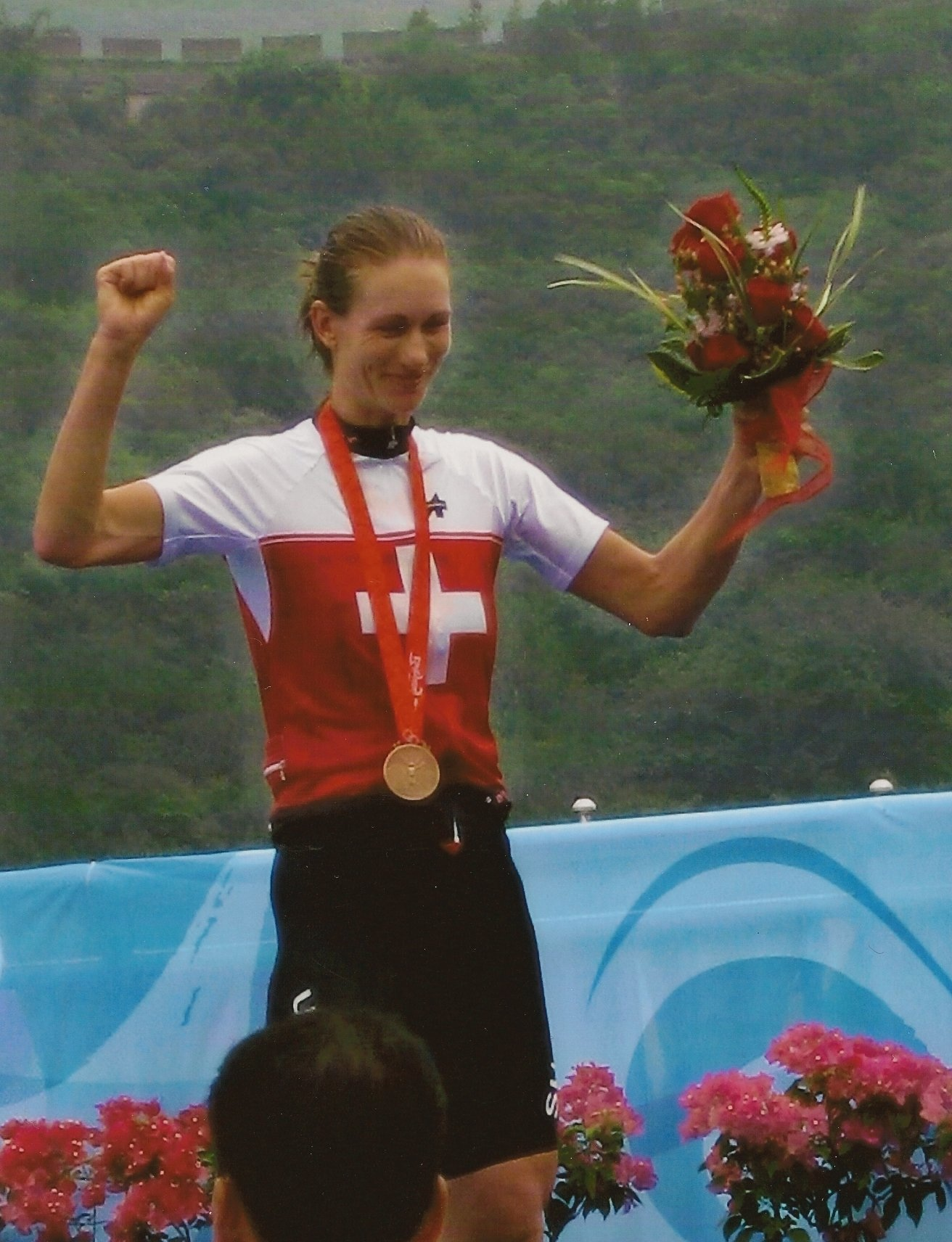
Karin Thürig (* 1972)

- Thürig, Marc (* 1977), schweizerischer Basketballspieler
- Thurin, Jack (* 1999), schwedischer Handballspieler
- Thüring, Bruno (1905–1989), deutscher Physiker und Astronom
- Thüring, Heinrich († 1889), preußischer Kreissekretär und Landrat
- Thüring, Joël (* 1983), Schweizer Politiker (SVP)
- Thüring, Nelly (1875–1972), schwedische Politikerin und Frauenrechtlerin
- Thuring, Priska, Schweizer Köchin
- Thuriot de la Rozière, Jacques-Alexis (1753–1829), Politiker während der Französischen Revolution

#### Thurk
- Thürk, Harry (1927–2005), deutscher Schriftsteller
- Thürk, Kurt (1926–2002), deutscher Politiker (CDU), MdB
- Thurk, Michael (* 1976), deutscher Fußballspieler
- Thürkauf, Calvin (* 1997), Schweizer Eishockeyspieler
- Thürkauf, Inge M. (* 1939), Schauspielerin und Publizistin
- Thürkauf, Max (1925–1993), Schweizer Naturwissenschaftler, Philosoph und Hochschullehrer

#### Thurl
- Thürlemann, Felix (* 1946), Schweizer Kunstwissenschaftler und Professor für Kunstwissenschaft.
- Thurler, Anne-Lise (1960–2008), Schweizer Schriftstellerin
- Thurler, Anton (1490–1566), Dresdner Ratsherr und Bürgermeister
- Thürler, Daniel (* 1978), Schweizer Musiker und Komponist
- Thurler, José (1913–1992), brasilianischer Geistlicher, römisch-katholischer Weihbischof in São Paulo
- Thürlimann, Bruno (1923–2008), Schweizer Bauingenieur
- Thürlings, Adolf (1844–1915), deutscher altkatholischer und christkatholischer Theologe, Liturgiewissenschaftler und Autor
- Thurloe, John (1616–1668), englischer Politiker und Spion
- Thurlow, Edward, 1. Baron Thurlow (1731–1806), britischer Jurist, Politiker, Mitglied des House of Commons und Lordkanzler
- Thurlow, Janet (1926–2022), US-amerikanische Jazzsängerin
- Thurlow, Jeremy (* 1976), britischer Komponist

#### Thurm
- Thurm, Brigitte (1932–2020), deutsche Schriftstellerin, Theaterwissenschaftlerin und Kulturfunktionärin
- Thurm, Frida, deutsche Journalistin
- Thurm, Fritz (1883–1937), deutscher Buchdrucker und Mitglied des Widerstands im Dritten Reich
- Thurm, Maren (* 1964), deutsche Schauspielerin
- Thurmaier, Matthäus (* 1932), deutscher Tischtennis-Nationalspieler
- Thurmair, Georg (1909–1984), deutscher Dichter von Kirchenliedern, Schriftsteller und Dokumentarfilmer
- Thurmair, Maria Luise (1912–2005), deutsche katholische Theologin und Schriftstellerin
- Thurman, Allen G. (1813–1895), US-amerikanischer Jurist und Politiker
- Thurman, Annie (* 1996), US-amerikanische Schauspielerin
- Thurman, Camille (* 1986), US-amerikanische Jazzmusikerin (Saxophon, Gesang)
- Thurman, Howard († 1981), US-amerikanischer Theologe und Bürgerrechtler
- Thurman, James D. (* 1953), US-amerikanischer Offizier, General der US-Army
- Thurman, John R. (1814–1854), US-amerikanischer Politiker
- Thurman, John R. (1924–2004), US-amerikanischer Offizier, Generalleutnant der US Army
- Thurman, Karen (* 1951), US-amerikanische Politikerin
- Thurman, Keith (* 1988), US-amerikanischer Boxer
- Thurman, Marge (1928–1982), US-amerikanische Politikerin
- Thurman, Mary (1895–1925), US-amerikanische Schauspielerin
- Thurman, Maxwell R. (1931–1995), US-amerikanischer General
- Thurman, Robert (* 1941), US-amerikanischer buddhistischer Autor
- Thurman, Uma (* 1970), US-amerikanische SchauspielerinUma Thurman (* 1970)

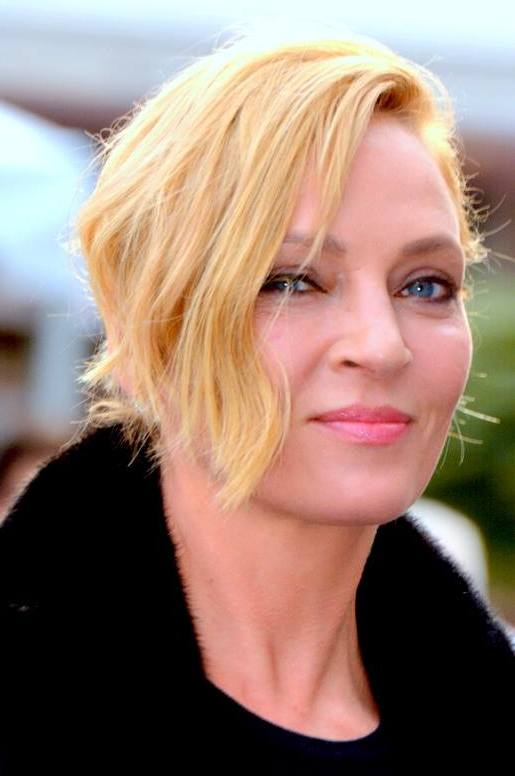
Uma Thurman (* 1970)

- Thurman, Wallace (1902–1934), US-amerikanischer Schriftsteller und Herausgeber
- Thurmann, Gisela (* 1988), argentinisch-italienische Handballspielerin
- Thurmann, Horst (1911–1999), deutscher Theologe, christlicher Hitlergegner
- Thurmann, Jules (1804–1855), französischer Geologe und Botaniker
- Thurmann, Karl (1909–1943), deutscher U-Boot-Kommandant
- Thurmann, Peder Cappelen (1839–1919), norwegischer Landschaftsmaler der Düsseldorfer Schule
- Thürmann, Petra (* 1960), deutsche Wissenschaftlerin, Hochschullehrerin für Klinische Pharmakologie
- Thurmann, Stefanie (* 1982), deutsche Sportschützin
- Thurmann, Theodor (1882–1955), deutscher Verwaltungsjurist
- Thürmayer, Ludwig (1827–1877), bayerischer Jurist und Abgeordneter
- Thurmeier, Mike (* 1965), kanadischer Animator und Filmregisseur
- Thürmer, Christine (* 1967), deutsche Langstreckenwanderin, Bloggerin und AutorinChristine Thürmer (* 1967)

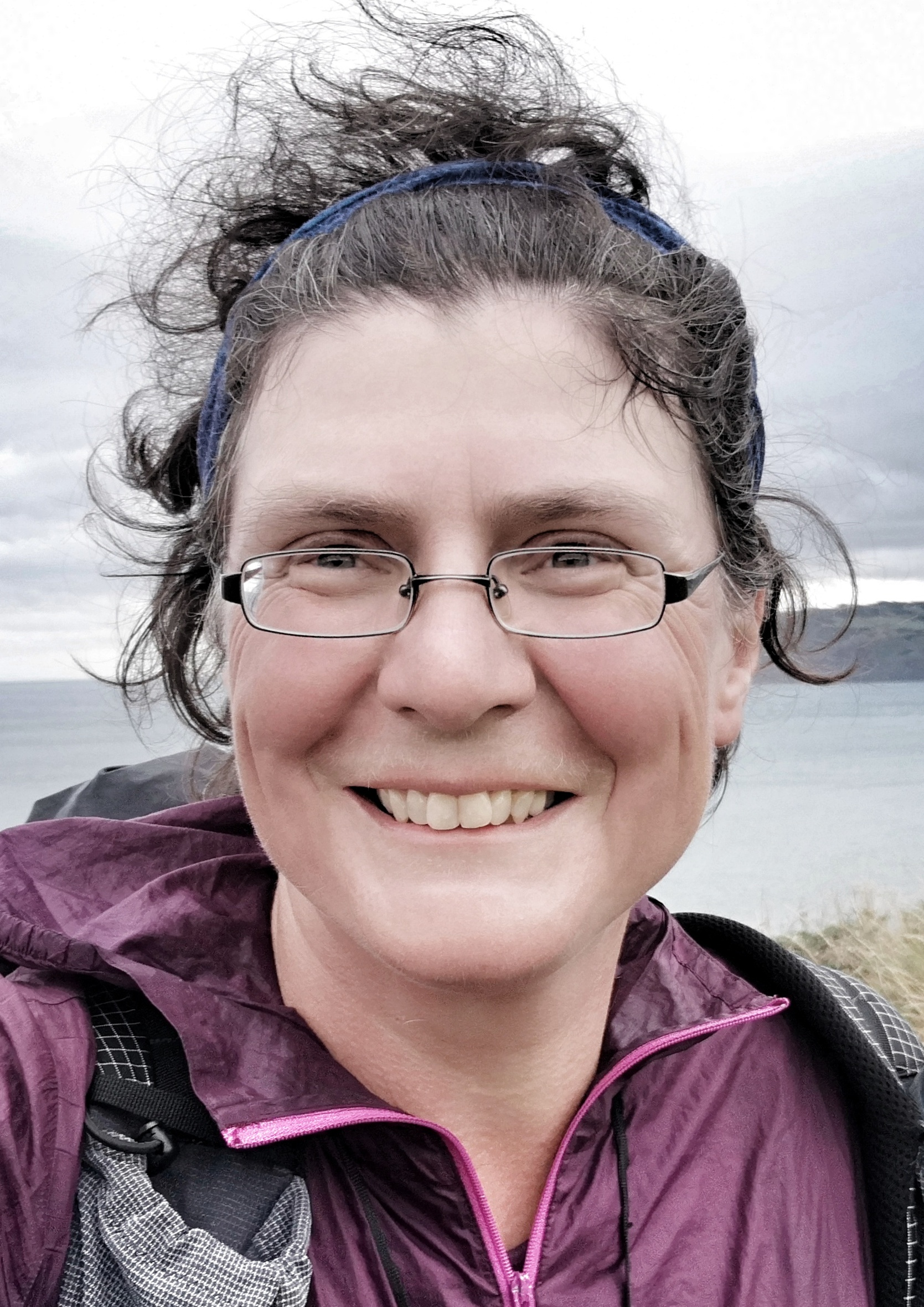
Christine Thürmer (* 1967)

- Thürmer, Ferdinand (1900–1981), deutscher Klavierfabrikant, Hörfunkintendant und Versicherungskaufmann
- Thürmer, Gertrud (1900–1986), deutsche Politikerin (LDPD)
- Thürmer, Gyula (* 1953), ungarischer Politiker
- Thürmer, Joseph (1789–1833), deutscher Architekt, Zeichner und Radierer
- Thürmer, Ludwig (1931–2021), deutscher Architekt und Hochschullehrer
- Thürmer, Mechthild (* 1958), deutsche Ordensfrau der Benediktinerinnen und Äbtissin
- Thürmer, Robert (* 1939), deutscher Politiker (SPD), MdL
- Thürmer, Theodor (1890–1962), deutscher Oberforstmeister und Jagdschriftsteller
- Thürmer, Walter (1896–1971), deutscher Politiker und Parteifunktionär (LDPD), sächsischer Gesundheitsminister, MdL, MdV
- Thürmer, Walter (1905–1996), deutscher Holzbildhauer und Denkmalpfleger
- Thürmer-Rohr, Christina (* 1936), deutsche Sozialwissenschaftlerin, feministische Theoretikerin und Musikerin
- Thurmond, Aretha (* 1976), US-amerikanische Diskuswerferin
- Thurmond, Nate (1941–2016), US-amerikanischer Basketballspieler
- Thurmond, Strom (1902–2003), US-amerikanischer Politiker
- Thurmond, Walter (* 1987), US-amerikanischer American-Football-Trainer

#### Thurn
- Thurn und Taxis, Albert von (1867–1952), letzter Fürst von Thurn und Taxis
- Thurn und Taxis, Albert von (* 1983), deutscher Unternehmer und MilliardärAlbert von Thurn und Taxis (* 1983)

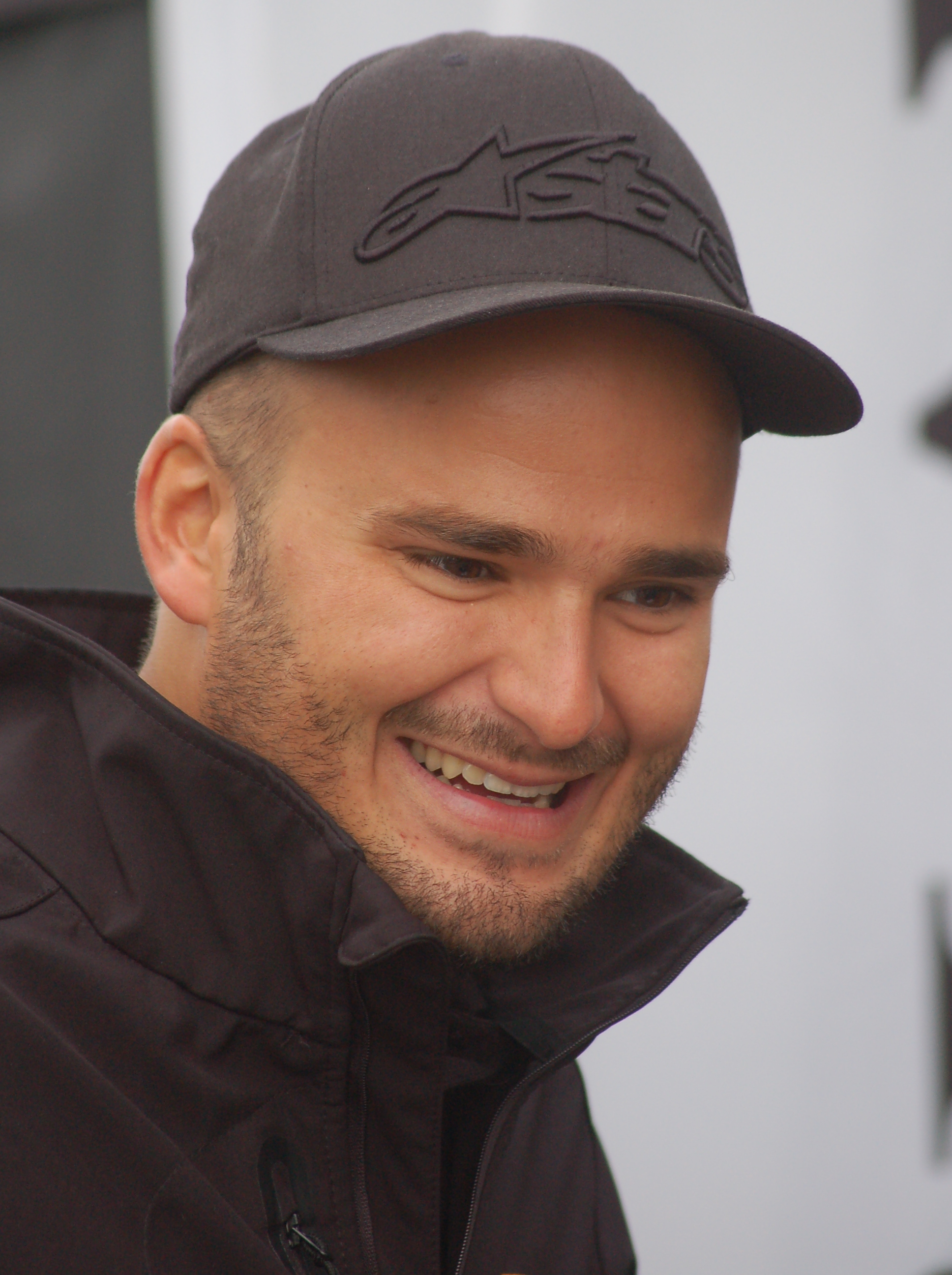
Albert von Thurn und Taxis (* 1983)

- Thurn und Taxis, Alexander Ferdinand von (1704–1773), Generalerbpostmeister, dritter Fürst von Thurn und Taxis, Prinzipalkommissar
- Thurn und Taxis, Anselm Franz von (1681–1739), 2. Fürst von Thurn und Taxis, Generalerbpostmeister
- Thurn und Taxis, Christa von (* 1941), deutsche Präsidentin des Bayerischen Roten Kreuzes
- Thurn und Taxis, Egon Maximilian von (1832–1892), Prinz von Thurn und Taxis
- Thurn und Taxis, Elisabeth Helene von (1903–1976), deutsche Adlige, Prinzessin von Thurn und Taxis
- Thurn und Taxis, Elisabeth von (1860–1881), Prinzessin von Thurn und Taxis
- Thurn und Taxis, Elisabeth von (* 1982), deutsche Journalistin und Autorin
- Thurn und Taxis, Eugen Alexander von († 1714), Generalpostmeister, erster Fürst von Thurn und Taxis
- Thurn und Taxis, Franz Joseph von (1893–1971), Erbprinz der Familie von Thurn und Taxis
- Thurn und Taxis, Friedrich Hannibal von (1799–1857), kaiserlich-österreichischer General der Kavallerie
- Thurn und Taxis, Friedrich von (1871–1945), Großgrundbesitzer, K. u. K. Kammerherr und Oberstleutnant a. D.
- Thurn und Taxis, Friedrich Wilhelm von (1805–1825), preußischer Soldat und Offizier
- Thurn und Taxis, Fritz von (* 1950), österreichischer Sportjournalist
- Thurn und Taxis, Gloria von (* 1960), deutsche UnternehmerinGloria von Thurn und Taxis (* 1960)

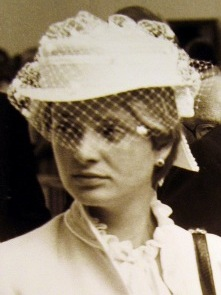
Gloria von Thurn und Taxis (* 1960)

- Thurn und Taxis, Johann Baptist von (1706–1762), österreichischer Bischof und Reichsgraf
- Thurn und Taxis, Johannes von (1926–1990), deutscher Unternehmer, Chef des Hauses Thurn und Taxis
- Thurn und Taxis, Karl Alexander von (1770–1827), 5. Fürst von Thurn und Taxis, Postorganisator
- Thurn und Taxis, Karl Anselm von (1733–1805), Generalerbpostmeister, vierter Fürst von Thurn und Taxis
- Thurn und Taxis, Karl August von (1898–1982), deutscher Adeliger, Chef des Hauses Thurn und Taxis (1971–1982)Karl August von Thurn und Taxis (1898–1982)

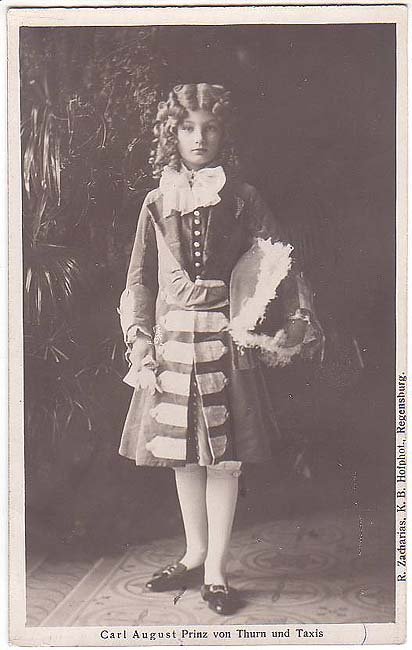
Karl August von Thurn und Taxis (1898–1982)

- Thurn und Taxis, Karl Theodor von (1797–1868), bayerischer General der Kavallerie aus der böhmischen Linie des Hauses Thurn und Taxis
- Thurn und Taxis, Lamoral Claudius von († 1676), Generalpostmeister und Graf
- Thurn und Taxis, Louise von (1859–1948), deutsche Adlige
- Thurn und Taxis, Marie von (1855–1934), deutsche Adlige und Mäzenin
- Thurn und Taxis, Maximilian Anton von (1831–1867), Erbprinz von Thurn und Taxis
- Thurn und Taxis, Maximilian Friedrich von (1831–1890), bayerischer Major aus der böhmischen Linie des Hauses Thurn und Taxis
- Thurn und Taxis, Maximilian Joseph von (1769–1831), kurbayrischer und später kaiserlicher Generalmajor
- Thurn und Taxis, Maximilian Karl von (1802–1871), Oberhaupt des Hauses Thurn und Taxis (1827–1871), Leiter der Thurn-und-Taxis-Post
- Thurn und Taxis, Maximilian Maria von (1862–1885), siebter Fürst von Thurn und Taxis
- Thurn und Taxis, Paul von (1843–1879), Prinz von Thurn und Taxis
- Thurn und Taxis, Prinzessin Maria Theresia von (1794–1874), deutsche Adelige
- Thurn und Taxis, Raphael Rainer von (1906–1993), deutscher Gemeinderat und Kirchenpfleger und Abkömmling des Hauses von Thurn und Taxis
- Thurn und Taxis, Sophie Friederike von (1758–1800), deutsche Adlige aus dem Hause Thurn und Taxis
- Thurn und Valsassina, Georg von (1788–1866), altösterreichischer Feldzeugmeister
- Thurn und Valsassina, Georg von (1834–1879), österreichischer Landwirt und Politiker, Landtagsabgeordneter
- Thurn und Valsassina, Karl Maximilian von (1643–1716), wirklicher Geheimer Rat und Landeshauptmann von Mähren
- Thurn, Bernhard (* 1963), deutscher Jurist, Präsident des Pfälzischen OLG Zweibrücken
- Thurn, Elmar (1921–2015), deutscher Jurist und Richter am Bundesverwaltungsgericht (1979–1986)
- Thurn, Fidel von (1629–1719), Schweizer Beamter, Landeshofmeister
- Thurn, Franz Bernhard von (1592–1628), Generalmajor in mährischen, kaiserlichen und schwedischen Diensten
- Thurn, Hans (1913–2002), deutscher Übersetzer, Autor und Journalist
- Thurn, Hans (1934–1993), deutscher Byzantinist und Bibliothekar
- Thurn, Hans Peter (* 1943), deutscher Soziologe
- Thurn, Hansjörg (* 1960), deutscher Filmregisseur und Drehbuchautor
- Thurn, Heinrich Matthias von (1567–1640), Hauptführer des böhmischen AufstandesHeinrich Matthias von Thurn (1567–1640)

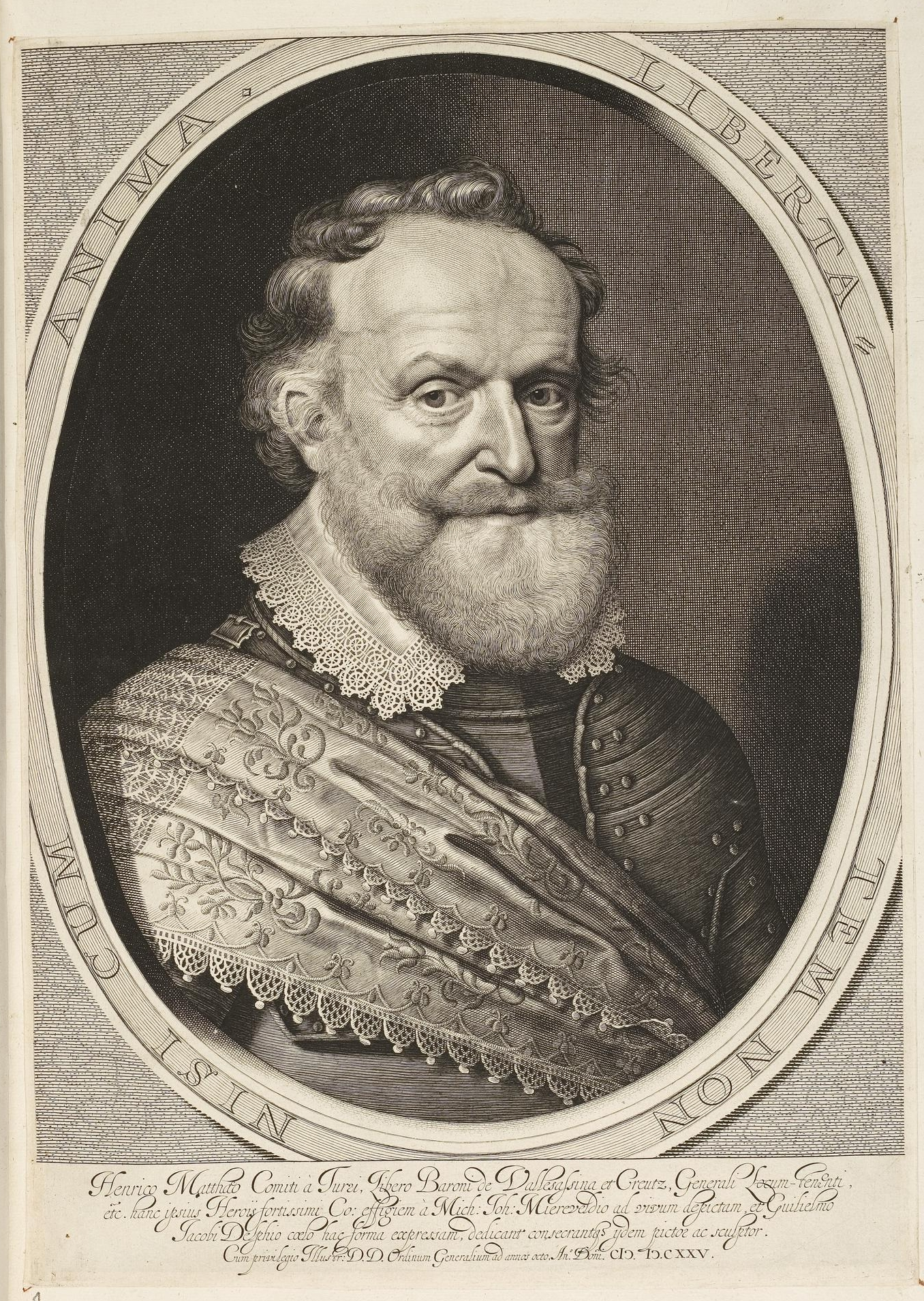
Heinrich Matthias von Thurn (1567–1640)

- Thurn, Heinrich von (1628–1656), schwedischer Generalmajor, Reichsrat, Statthalter in Riga und Reval
- Thurn, Hermann (1877–1932), deutscher Rundfunkpionier
- Thurn, Johann Jakob von (1602–1643), schwedischer Feldherr im Dreißigjährigen Krieg
- Thurn, Johann Theodor von (1768–1836), Schweizer Politiker
- Thurn, Johann Victor von (1701–1773), Schweizer Beamter, Landshofmeister
- Thurn, Max (1896–1969), deutscher Dirigent
- Thurn, Max (1910–1991), österreichischer Ökonom
- Thurn, Nikolaus (* 1962), deutscher Klassischer Philologe
- Thurn, Susanne (1947–2021), deutsche Geschichtsdidaktikerin
- Thurn, Valentin (* 1963), deutscher Dokumentarfilmer
- Thurn-Valsassina, Anton von (1723–1806), k.k. Feldzeugmeister, Ritter des goldenen Vließes und Inhaber des Infanterie-Regiments Nr. 43
- Thurn-Valsassina, Georg (1900–1967), österreichischer Großgrundbesitzer, Jäger und Naturschützer
- Thurn-Valsassina, Hyazinth (1818–1877), österreichischer Politiker
- Thurn-Valsassina, Johann Douglas von (1835–1904), österreichischer Titulargraf und Politiker, Landtagsabgeordneter
- Thurn-Valsassina, Joseph Benedikt von (1744–1825), deutscher katholischer Geistlicher
- Thurnam, John (1810–1873), britischer Altertumsforscher
- Thurnau, Julia (* 1974), deutsche Schauspielerin
- Thürnau, Karl (1877–1944), deutscher Bauingenieur und Hochschullehrer
- Thürnau, Michael (* 1963), deutscher Fernseh- und Hörfunk-ModeratorMichael Thürnau (* 1963)

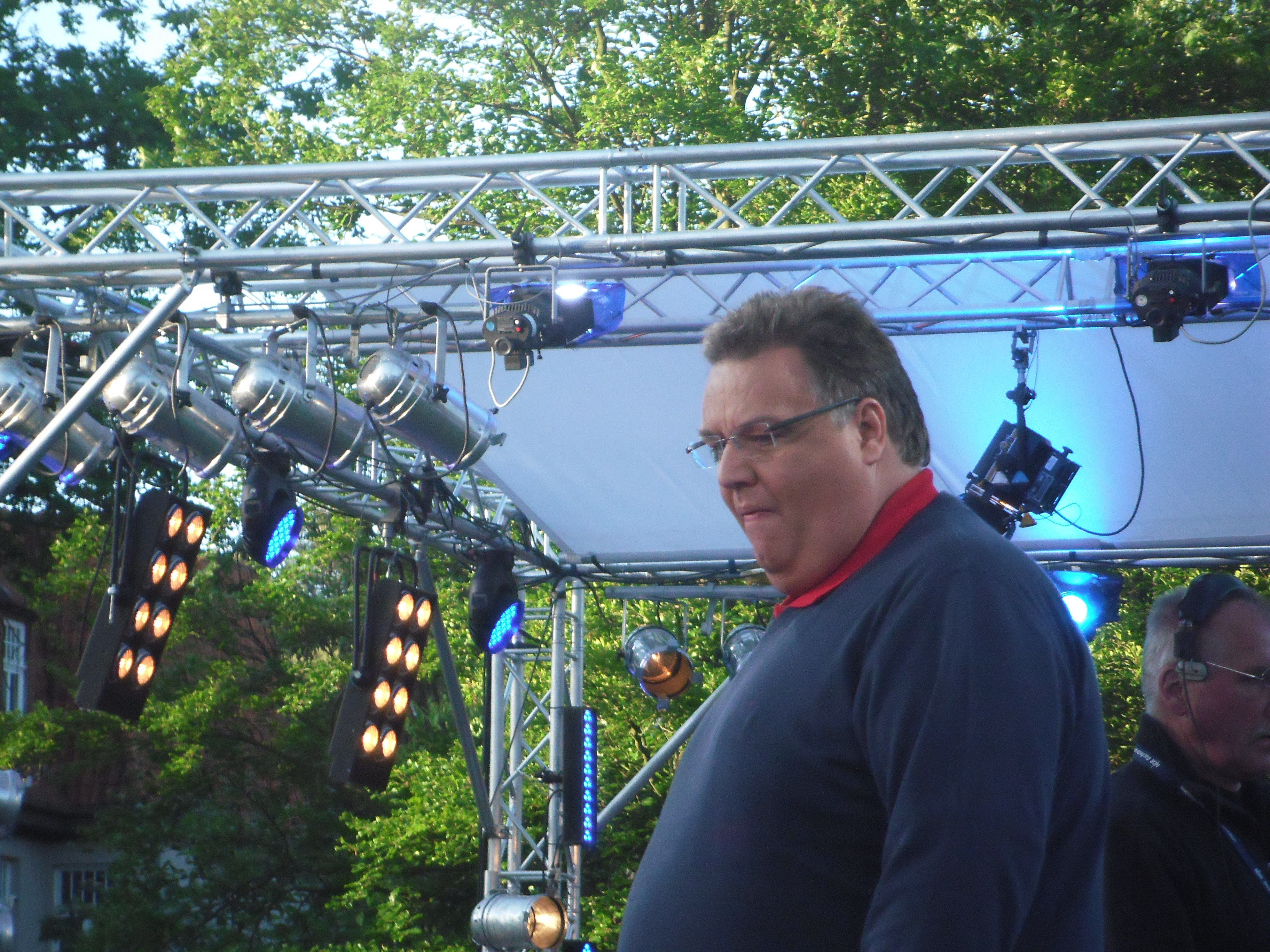
Michael Thürnau (* 1963)

- Thurnauer, Agnès (* 1962), französische zeitgenössische Künstlerin
- Thurnbichler, Stefan (* 1984), österreichischer Skispringer
- Thurnbichler, Thomas (* 1989), österreichischer SkispringerThomas Thurnbichler (* 1989)

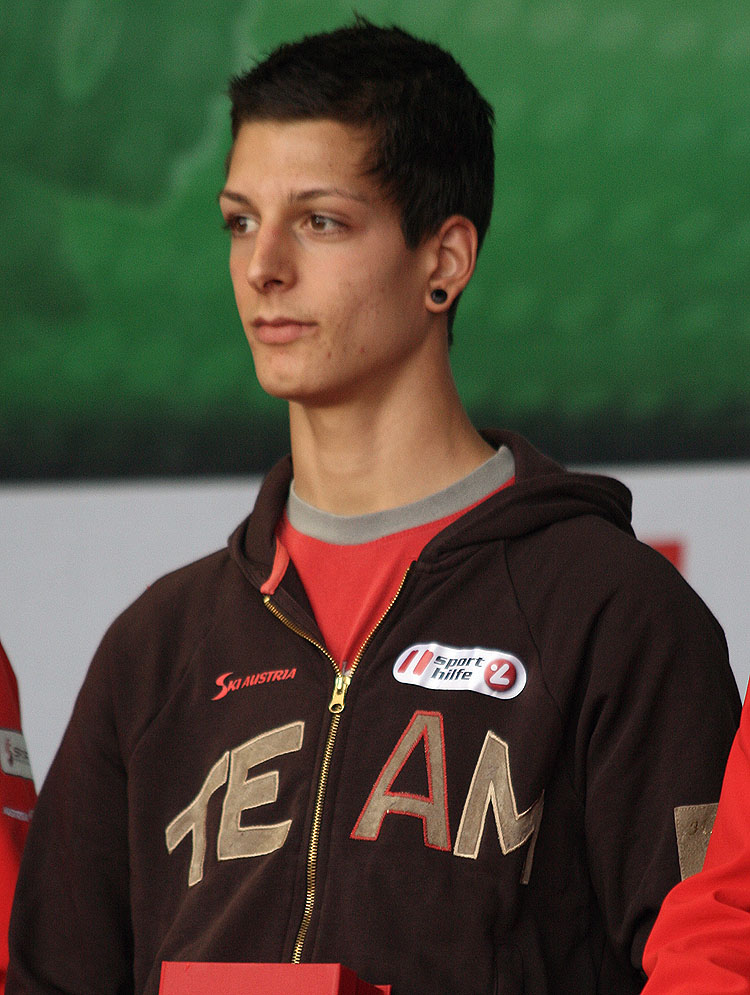
Thomas Thurnbichler (* 1989)

- Thurner, Christina (* 1971), schweizerische Hochschullehrerin sowie Tanz- und Literaturwissenschaftlerin
- Thurner, Erika (* 1952), österreichische Historikerin, Politologin und Hochschullehrerin
- Thurner, Helene (* 1938), österreichische Rennrodlerin
- Thurner, Jan-Kristian (* 1998), österreichischer Fußballspieler
- Thurner, Jennifer (* 1993), österreichische Handballspielerin und -trainerin
- Thurner, Josef (* 1927), österreichischer Pathologe
- Thurner, Leopold (1888–1980), österreichischer Politiker (ÖVP), Abgeordneter zum Nationalrat
- Thurner, Martin (* 1970), deutscher römisch-katholischer Theologe
- Thurner, Michael Marcus (* 1963), österreichischer Schriftsteller
- Thurner, Paul W. (* 1963), deutscher Politikwissenschaftler
- Thurner, Peter (1941–2005), österreichischer Architekt
- Thurner, Stefan (* 1969), österreichischer Physiker und Komplexitätsforscher
- Thurner, Veronika, deutsche Informatikerin und Hochschullehrerin
- Thurnes, Heinrich (1833–1865), österreichischer Porträtmaler
- Thurneysen, Eduard (1888–1974), Schweizer evangelischer Theologe und Professor in Basel
- Thurneysen, Johann Rudolf (1716–1774), Schweizer Rechtswissenschaftler und Historiker
- Thurneysen, Rudolf (1857–1940), Schweizer Sprachwissenschaftler, Keltologe
- Thurneysser, Leonhard (1531–1596), Gelehrter und Wunderdoktor am Hofe des Brandenburger Kurfürsten Johann Georg (Brandenburg)
- Thurnheer, Bernard (* 1949), Schweizer Sportreporter, TV-Moderator, Autor und Showmaster
- Thurnheer, Ernst (1933–2003), Schweizer Diplomat
- Thurnher, Armin (* 1949), österreichischer Journalist und Publizist
- Thurnher, August (1836–1908), österreichischer Beamter und Politiker, Landtagsabgeordneter
- Thurnher, Eugen (1920–2007), österreichischer Literaturwissenschaftler
- Thurnher, Ingrid (* 1962), österreichische JournalistinIngrid Thurnher (* 1962)

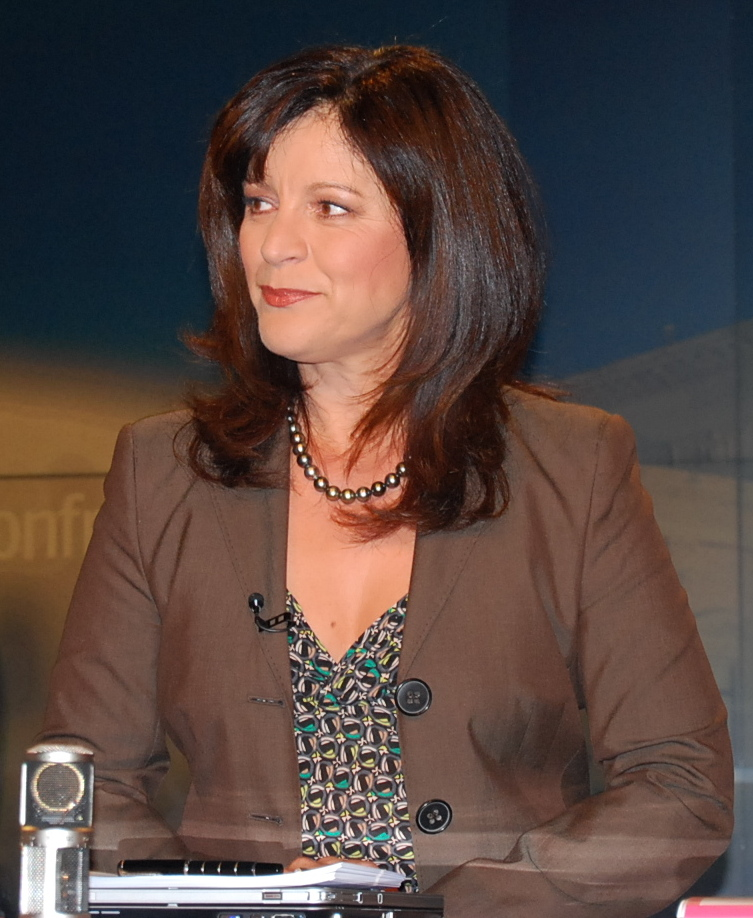
Ingrid Thurnher (* 1962)

- Thurnher, Johannes (1838–1909), österreichischer Kaufmann und Politiker, Landtagsabgeordneter
- Thurnher, Martin (1844–1922), österreichischer Lehrer und Politiker (CS), Landtagsabgeordneter, Abgeordneter zum Nationalrat
- Thurnher, Rainer (* 1948), österreichischer Philosoph
- Thurnherr, Daniela (* 1972), Schweizer Juristin und Hochschullehrerin
- Thurnherr, Urs (* 1956), Schweizer Philosoph
- Thurnherr, Walter (* 1963), Schweizer Diplomat und Beamter (Die Mitte)Walter Thurnherr (* 1963)

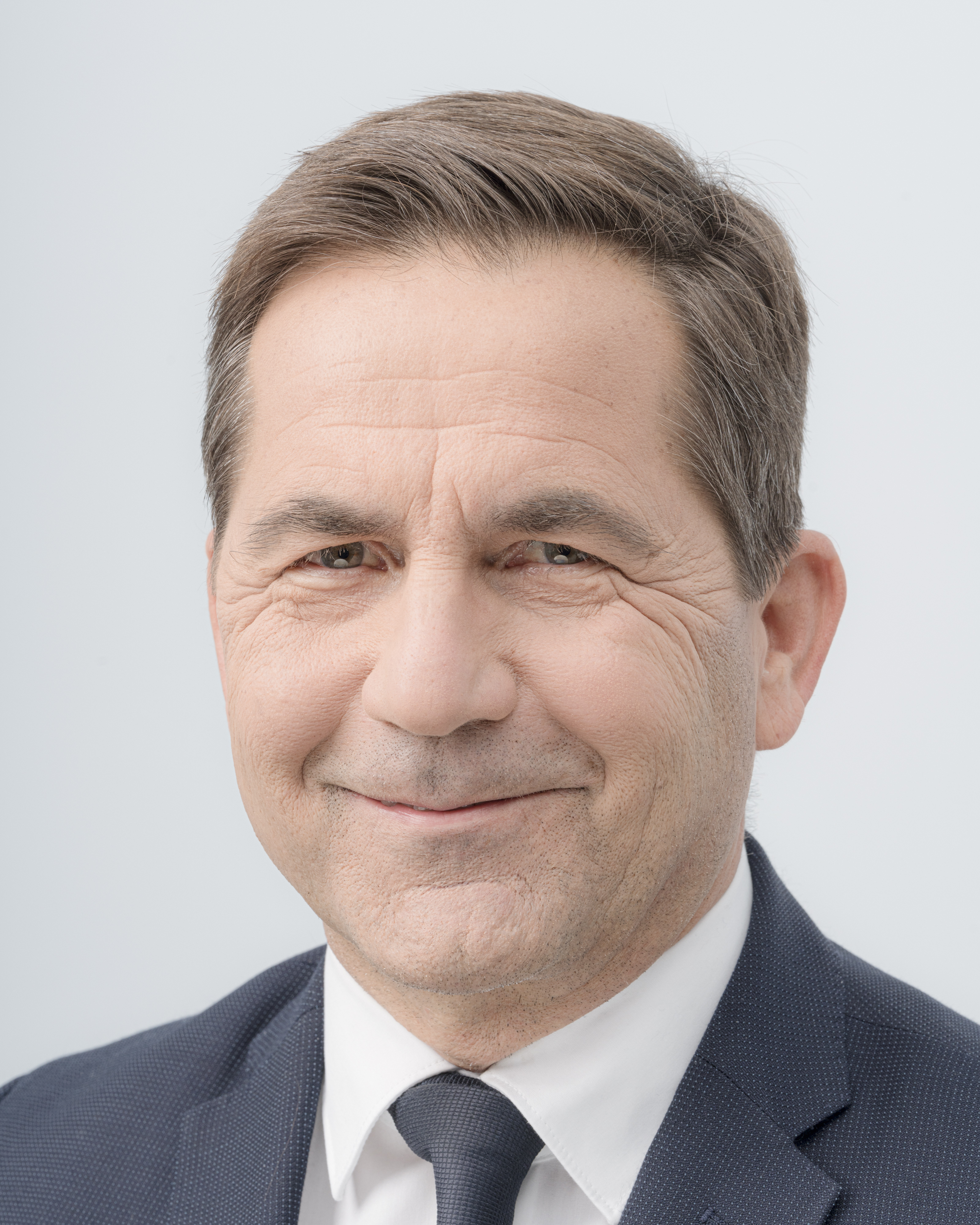
Walter Thurnherr (* 1963)

- Thurnwald, Hilde (1890–1979), deutsche Sozialwissenschaftlerin und Ethnologin
- Thurnwald, Manuel (* 1998), österreichischer Fußballspieler
- Thurnwald, Richard (1869–1954), österreichisch-deutscher Ethnologe

#### Thuro
- Thurot, Charles (1823–1882), französischer Altphilologe und Romanist
- Thurot, François (1727–1760), französischer Marineoffizier und Freibeuter
- Thurow, Beate (1944–2019), deutsche Kunsthistorikerin
- Thurow, Franz (1867–1958), deutscher Politiker (SPD)
- Thurow, Kerstin (* 1969), deutsche Ingenieurwissenschaftlerin
- Thurow, Lester C. (1938–2016), US-amerikanischer Wirtschaftswissenschaftler
- Thurow, Matthias (* 1949), deutscher Musiker (Gitarre, Bass, Keyboard, Synthesizer, Komposition)
- Thurow, Rudi (1937–2022), deutscher Grenzpolizist, DDR-Flüchtling und -fluchthelfer

#### Thurr
- Thürriegel, Johann Kaspar (1722–1800), preußischer Spion und Kolonistenwerber in Diensten der spanischen Krone

#### Thurs
- Thursby, Emma Cecilia (1845–1931), US-amerikanische Sängerin und Hochschullehrerin
- Thürschweller, Andreas (* 1973), österreichischer Politiker (SPÖ), Landtagsabgeordneter in der Steiermark
- Thürschweller, Jonas (* 2002), österreichischer Fußballspieler
- Thursfield, George (* 1893), südafrikanischer Radrennfahrer
- Thurso, John (* 1953), schottischer Politiker, Mitglied des House of Commons
- Thurstan († 1140), Erzbischof von York
- Thurston, Benjamin Babock (1804–1886), US-amerikanischer Politiker
- Thurston, Howard (1869–1936), amerikanischer Zauberer
- Thurston, Jeremiah (1768–1830), US-amerikanischer Politiker
- Thurston, John (1777–1850), englischer Autor, Billardtischhersteller und Entwickler
- Thurston, John Bates (1836–1897), britischer Kolonialgouverneur
- Thurston, John Mellen (1847–1916), US-amerikanischer Politiker (Republikanische Partei), Senator für den Staat Nebraska
- Thurston, Lloyd (1880–1970), US-amerikanischer Politiker
- Thurston, Robert (1936–2021), amerikanischer Autor aus dem Science-Fiction-Genre
- Thurston, Robert W. (* 1949), US-amerikanischer Historiker, Professor an der Miami University in Oxford, Ohio
- Thurston, Samuel (1815–1851), US-amerikanischer Politiker
- Thurston, William (1946–2012), US-amerikanischer Mathematiker
- Thurstone, Louis Leon (1887–1955), US-amerikanischer Ingenieur und Psychologe
- Thursz, Frédéric Matys (1930–1992), marokkanisch-US-amerikanischer monochromer Maler

#### Thurt
- Thurtle, Ernest (1884–1954), britischer Politiker (Labour Party)
- Thurton, Albert (* 1977), belizischer Fußballspieler
- Thurton, Colin (* 1943), belizischer Sprinter
- Thurton, Errol (* 1944), belizischer Sprinter

#### Thuru
- Thurura, Dean (* 1991), belgischer Eishockeyspieler
- Thuruthikonam, Peter (1929–2011), indischer Geistlicher, römisch-katholischer Bischof von Vijayapuram
- Thuruthimattam, Thomas (* 1947), indischer Geistlicher und emeritierter syro-malabarischer Bischof von Gorakhpur

#### Thurw
- Thürwächter, Anselm (* 1929), deutscher Architekt
- Thurwieser, Peter Karl (1789–1865), österreichischer katholischer Geistlicher, Meteorologe und AlpinistPeter Karl Thurwieser (1789–1865)

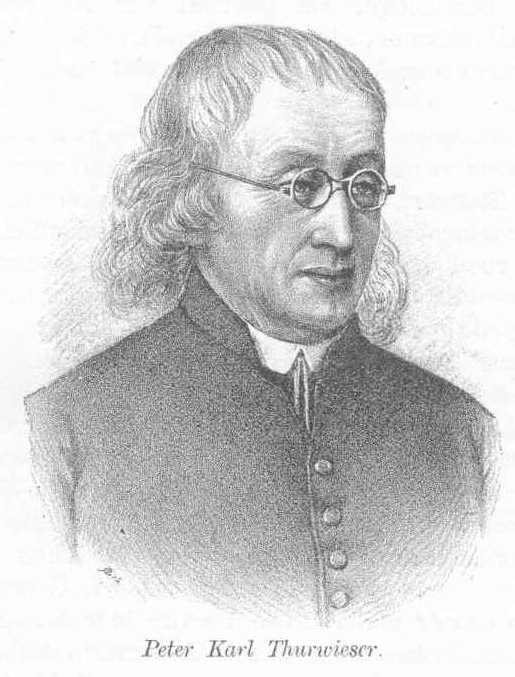
Peter Karl Thurwieser (1789–1865)

#### Thury
- Thury, Alexander (1895–1964), deutsch-ungarischer Fußballspieler und -trainer
- Thury, César François Cassini de (1714–1784), französischer Geodät
- Thury, Elisabeth (1894–1973), österreichische Journalistin
- Thury, François (1806–1872), Schweizer Politiker
- Thury, Franz (1909–1988), österreichischer Politiker (ÖVP), Landtagsabgeordneter im Burgenland
- Thüry, Günther (* 1950), österreichischer Provinzialrömischer Archäologe
- Thury, József (1861–1906), ungarischer Sprachwissenschaftler und Turkologe
- Thury, Marc (1822–1905), Schweizer Botaniker
- Thury, René (1860–1938), Schweizer Pionier der Elektrotechnik

#### Thurz
- Thurzo, Bernhard I. († 1551), österreichischer Adeliger
- Thurzo, Georg (1567–1616), Palatin von UngarnGeorg Thurzo (1567–1616)

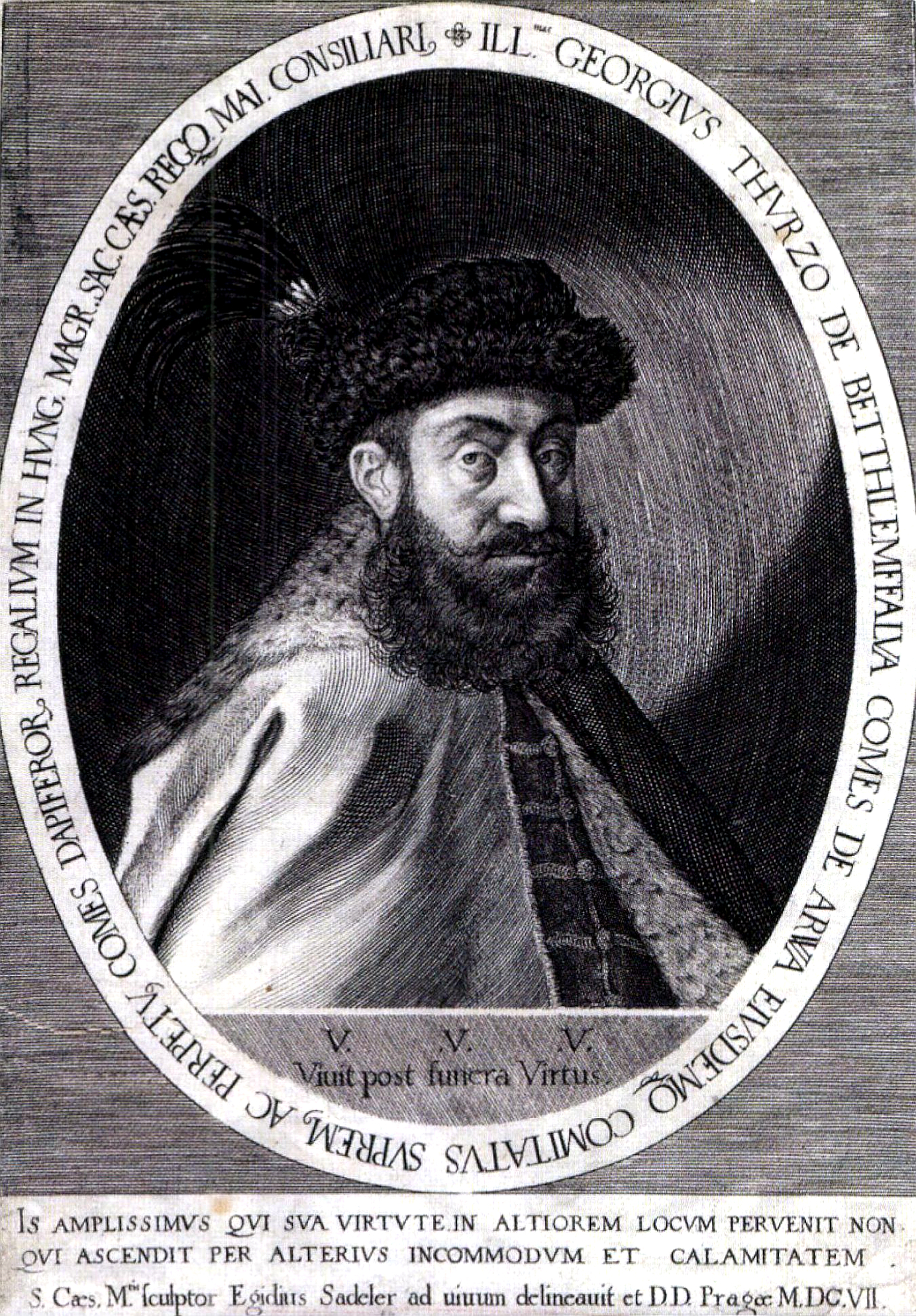
Georg Thurzo (1567–1616)

- Thurzo, Johann I. (1437–1508), Krakauer Patrizier, Kaufmann und Montanunternehmer
- Thurzo, Johannes V. (1466–1520), Fürstbischof von Breslau
- Thurzo, Stanislaus (1470–1540), Bischof von Olmütz

### Thus
- Thüs, Giacomo (* 1987), deutscher E-Sportler
- Thushara, Nuwan (* 1994), sri-lankischer Cricketspieler
- Thusi, Pearl (* 1988), südafrikanische Schauspielerin und Moderatorin
- Thüsing, Franz Anton (1782–1832), hessischer und preußischer Beamter
- Thüsing, Gregor (* 1971), deutscher Rechtswissenschaftler
- Thüsing, Klaus (* 1940), deutscher Politiker (SPD), MdB und Sozialwissenschaftler
- Thüsing, Wilhelm (1921–1998), deutscher Theologe und Autor
- Thusnelda, Tochter des germanischen Fürsten Segestes, Frau von ArminiusThusnelda

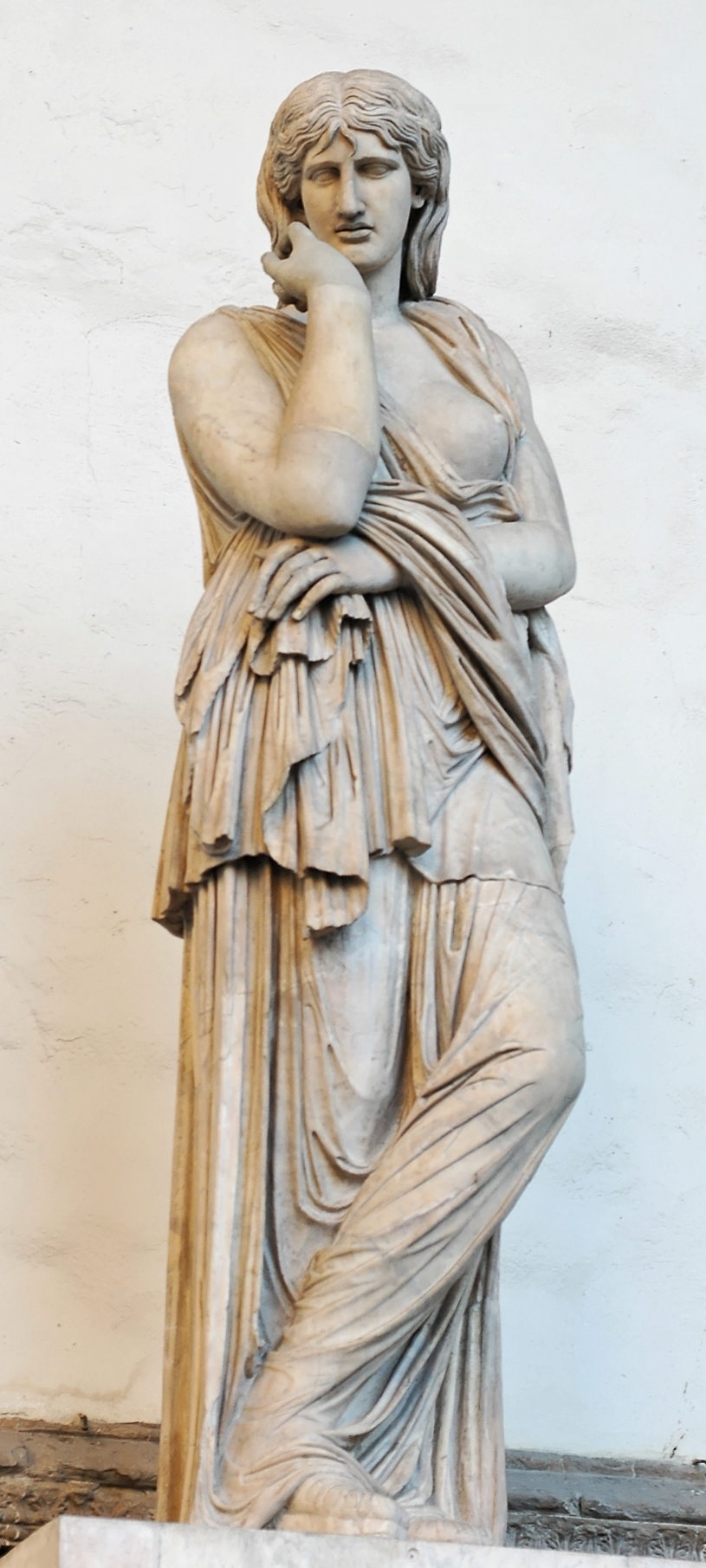
Thusnelda

- Thuß, Holger (* 1969), deutscher Lobbyist, Verleger und Politiker (CDU)
- Thüssing, Bernhard (1810–1881), Mitglied des Frankfurter Nationalparlaments
- Thust, Eberhard (* 1947), deutscher Box-Promoter und Buchautor
- Thust, Karl Christian (* 1942), deutscher Kirchenmusiker, evangelischer Theologe, Religionspädagoge und Hymnologe
- Thust, Martin (1892–1969), deutscher Theologe, Pfarrer, Mathematiker, Pfarrer in Holzgerlingen (1947–1960)
- Thust, Simone (* 1971), deutsche Leichtathletin
- Thuswald, Marion (* 1978), österreichische Friedensaktivistin
- Thuswaldner, Anton (* 1956), österreichischer Literaturkritiker

### Thut
- Thut, Doris (* 1945), deutsche Architektin
- Thut, Kurt (1931–2011), Schweizer Innenarchitekt
- Thut, Niklaus († 1386), Schultheiss der habsburgischen Stadt Zofingen
- Thut, Ralph (* 1943), deutscher Architekt und Professor
- Thutmosis, ägyptischer Wesir unter Ramses II.
- Thutmosis, altägyptischer Beamter
- Thutmosis, Hohepriester des Ptah in Memphis
- Thutmosis, Oberbildhauer zur Zeit des Pharaos Echnaton
- Thutmosis (Wesir, 18. Dynastie), Wesir im alten Ägypten zur Zeit des Neuen Reichs
- Thutmosis (Wesir unter Amenophis III.), Wesir im alten Ägypten zur Zeit des Neuen Reichs
- Thutmosis I., ägyptischer König der 18. Dynastie
- Thutmosis II., altägyptischer König
- Thutmosis III. († 1425 v. Chr.), ägyptischer PharaoThutmosis III. († 1425 v. Chr.)

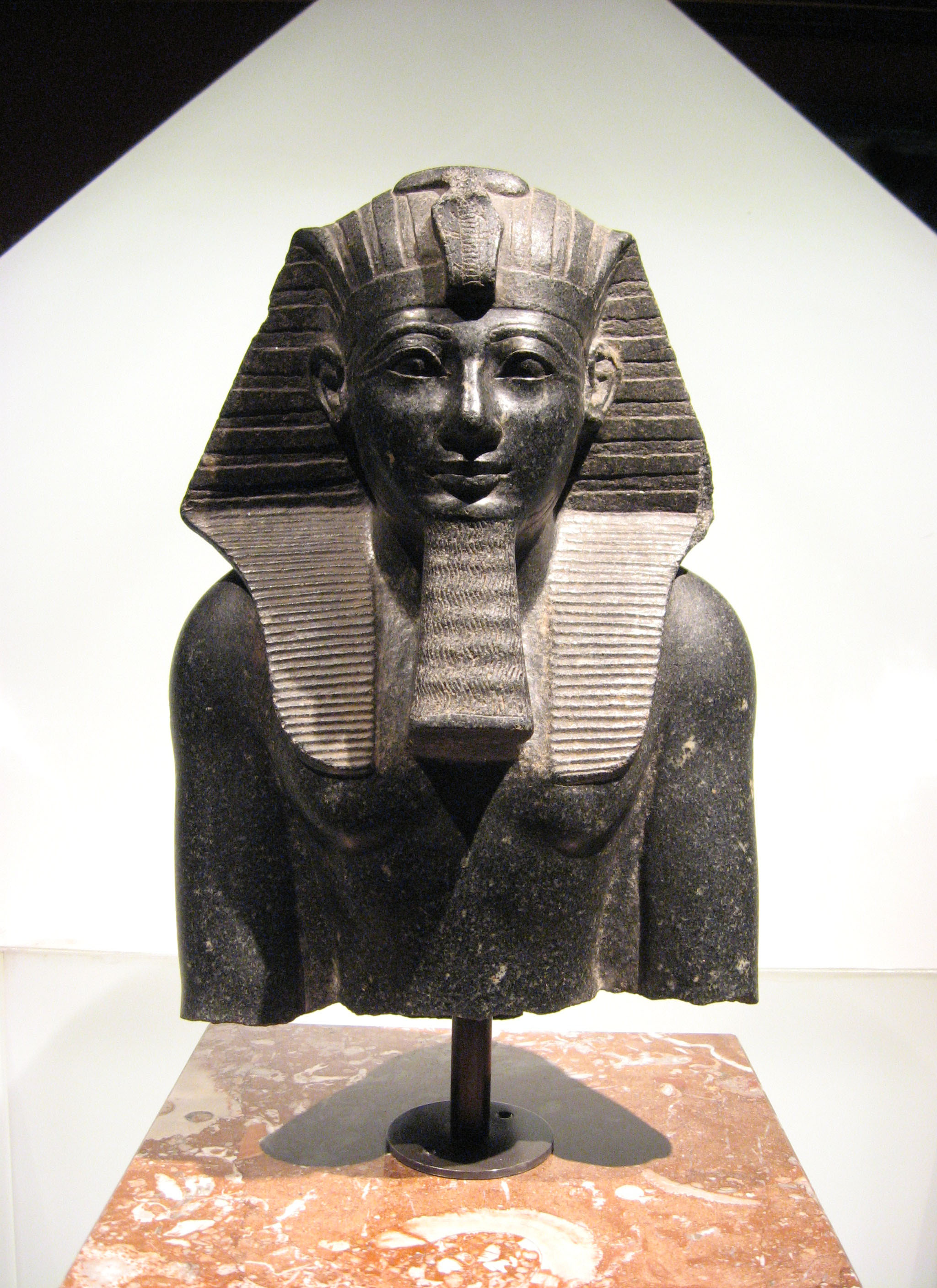
Thutmosis III. († 1425 v. Chr.)

- Thutmosis IV., altägyptischer König (um 1390 v. Chr.)

### Thuw
- Thuwaini ibn Said († 1866), Sultan von Maskat und Oman (1856–1866)

### Thux
- Thüx, Norbert (* 1964), deutscher katholischer Geistlicher, Prior des Deutschen Ordens

### Thuy
- Thuy, Emil (1894–1930), deutscher Jagdflieger im Ersten Weltkrieg
- Thúy, Kim (* 1968), kanadische Rechtsanwältin und Autorin
- Thuy, Peter (* 1961), deutscher Wirtschaftswissenschaftler, Hochschullehrer und Präsident der Deutschen Gesellschaft für Projektmanagement GPM e.V.